# 中蒲原郡

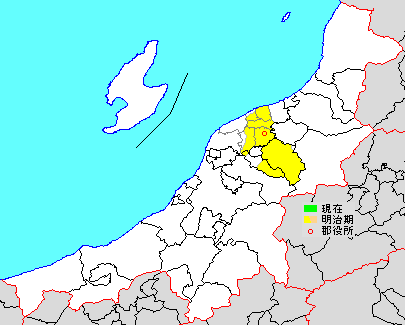
新潟県中蒲原郡の範囲

中蒲原郡（なかかんばらぐん）は、新潟県にあった郡。

## 郡域
1879年（明治12年）に行政区画として発足した当時の郡域は、以下の区域にあたる。
- 五泉市の大部分（佐取を除く）[1]
- 新潟市の一部
  - 江南区
  - 秋葉区
  - 東区の大部分（松浜町を除く）
  - 中央区の一部（信濃川以南）
  - 南区の一部（中ノ口川以東）
  - 北区の一部（小杉・十二前・横越）
- 加茂市の一部（信濃川以北および下土倉、長谷、黒水以南）

## 歴史

### 郡発足までの沿革
- 「旧高旧領取調帳」に記載されている明治初年時点での、蒲原郡のうち後の本郡域の支配は以下の通り。（4町364村）

| 知行         | 知行                                      | 明治3年7月 | 村数      | 村名 |
| ------------ | ----------------------------------------- | ---------- | --------- | --- |
| 幕府領       | 幕府領（桑名藩預地）                      | 新発田藩   | 31村      | 矢代田村、金津村、塩谷村、割町村、古津村、東島村、程島村、田家村、中村（現：新潟市）、飯柳新田、柄目木新田、金沢新田、向新保新田、新津村、中新田村、満願寺村、大安寺村、六郷村、上金沢村、下金沢村、牧ヶ鼻村、新郷屋村、北村、金屋村、下新村、山崎村、小口村、大関村、岡田村、田屋村、猿橋村 |
| 幕府領       | 幕府領（桑名藩預地）                      | 村松藩     | 18村      | 柄沢村、不動堂村、大蔵村、菅出村、川内村、水戸野村、土淵村、横渡村、松野村、笹目村、下杉川村、上杉川村、仙見谷村、夏針村、熊沢村、暮坪村、小面谷村、大谷村 |
| 幕府領       | 幕府領（桑名藩預地）                      | 村上藩     | 6村       | 千原村、大沢村、米津新村新田、菅沢村、丸田村、橋田村 |
| 幕府領       | 幕府領（桑名藩預地）                      | 新潟県     | 4村       | 中谷内村、茅野山村、荻曽根新田、小杉村 |
| 幕府領       | 幕府領（水原代官所）                      | 新潟県     | 10村      | 丸潟村、平賀村、舞潟村、嘉瀬村、庚村、上和田村、割野村、下木津村、中木津村、上木津村 |
| 幕府領       | 幕府領（新発田藩預地）                    | 新潟県     | 5村       | 下道潟上新田、下道潟中新田、下道潟下新田、新飯田村新田、上新田新田 |
| 幕府領       | 旗本領（小浜盛之助）                      | 新潟県     | 3村       | 沢海村、江口村、新飯田村 |
| 幕府領       | 旗本領（小浜盛之助）                      | 新発田藩   | 1村       | 朝日村 |
| 幕府領       | 旗本領（小浜盛之助）                      | 村松藩     | 1村       | 四ツ屋村（現：五泉市西四ツ屋） |
| 幕府領       | 幕府領（新潟奉行所）                      | 新潟県     | 1村       | 流作場新田 |
| 幕府領       | 幕府領（桑名藩預地）・ 旗本領（溝口双渓） | 新発田藩   | 1村       | 西島村 |
| 藩領         | 越後新発田藩                              | 新発田藩   | 1町 52村  | 西野新田、西酒屋村、獺ヶ通新田、庄助新田、大郷村、犬帰新田、赤渋村、東笠巻村、東笠巻新田、粟蒔新田、鷲木新田、西笠巻村、西笠巻新田、引越村、上高井村、中高井村、夏保新田、田中村（現：新潟市南区北田中）、高井興野村、山崎興野村、下山崎村、松橋村、砂押新田、水田村、小向村、横川浜村、小須戸町、新保村、竜玄新田、出戸村、四ツ興野、蕨曽根新田、覚路津新田、梅木村、小戸新田、大鹿新田、川口新田、結新田、荻島新田、中野新田、車場新田、市之瀬新田、天ヶ沢新田、鎌倉新田、古田新田、市右衛門新田、善道興野、下興野、北上興野、上深川村、下深川村、大蔵新田、七日町村 |
| 藩領         | 越後新発田藩                              | 新潟県     | 1町 140村 | 脇川新田、沼垂町村、蒲原村、長嶺新田、鳥屋野村、嘉木村、嘉喜新田、楚川村、苗代新田、本楚川新田、西楚川新田、天野新田、合子ヶ作村、鍋潟新田、長潟新田、俵柳村、祖父新田、太右衛門新田、神道寺新田、女池新田、小張ノ木新田、久蔵興野、出来島新田、近江新田、上所島新田、天神尾新田、親松新田、笹口新田、紫竹山新田、米山新田、鵜ノ子村、上早通村、長潟村、下和田村、花ノ牧村、亀田町、高山新田、船戸山新田、貝塚新田、横越村、砂崩新田、二本木村、虫見堂新田、浦新田、北山新田、丸山新田、茗荷谷新田、江崎新田、西山新田、金鉢山新田、直り山村、松山村、笹山村、蔵岡村、細山村、大淵村、石山新田、粟山新田、中野山新田、下場新田、猿ヶ馬場新田、中島新田、児池新田、岡山村、石動新田、本所村、中興野、一日市村、津島屋村、松崎村、海老ヶ瀬村、海老ヶ瀬新田、逢谷内新田、石仏新田、寺山新田、上木戸村、牡丹山新田、竹尾新田、紫竹新田、下新田、中山新田、笹淵新田、馬越新田、鴉俣新田、鴉俣村、中村新田、下木戸村、河渡新田、山下新田、塩俵新田、中山村、小蔵子村、臼井村、小平次新田、下八枚村、小見新田、戸石新田、十二道島村、次郎右衛門興野、鋳物師興野、蜘手興野、上八枚村、菱潟村、菱潟新田、天王新田、牛崎村、牛崎新田、万年新田、櫛笥村、平潟村、田尾村、沖新保村、和泉村、古川村、鯵潟村、十五間村、神屋村、小坂村、保坂村、白根村、助次右衛門組、能登村、七軒村、上諏訪木村、下諏訪木村、戸頭村、鵜森新田、上新田、田中新田、鵜森村、前須田村、後須田村、五反田村、北潟村、真木新田、古川新田、飯島新田、庄瀬村、兎新田、下北潟新田、丸潟新田 |
| 藩領         | 越後新発田藩                              | 村松藩     | 1村       | 高山村 |
| 藩領         | 越後村松藩                                | 村松藩     | 1町 39村  | 中名沢村、笹野町村、中村（現：五泉市）、長橋村、中野橋村、苅羽村、大口村、別所村、中島村、安出村、新屋村、大原村、蛭野村、山屋村、下戸倉村、上戸倉村、青橋村、田中村（現：五泉市）、寺田村、上野村、牧村、上大蒲原村、下大蒲原村、高松村、下土倉村、長谷村、上土倉村、上大谷村、中大谷村、下大谷村、下高柳村、上高柳村、宮寄上村、黒水村、村松町、石曽根村、木越村、矢津村、阿弥陀瀬村、下阿弥陀瀬村 |
| 藩領         | 越後村松藩                                | 新発田藩   | 1村       | 西山村 |
| 藩領         | 越後村上藩                                | 新潟県     | 3村       | 茨曽根村、茨新村、東萱場村 |
| 藩領         | 駿河沼津藩                                | 村松藩     | 1町 28村  | 下条村、三本木村、五泉町、荻曽根村、二ツ柳村、吉沢村、寺沢村、太田村、赤海村、川瀬村、吉原村、五十嵐新田、下木越村、論瀬村、清瀬村、笹堀村、尾白村、小搦村、小流村、小山田村、小栗山村、切畑村、大須郷村、猿和田村、中川新村、土堀村、四ツ屋村（現：五泉市東四ツ屋）、四ツ屋新村、赤羽下村 |
| 藩領         | 駿河沼津藩                                | 新発田藩   | 5村       | 浦沢村、安養寺村、羽下村、次屋村、船越村 |
| 藩領         | 陸奥会津藩                                | 村上藩     | 2村       | 町屋村、尻上村 |
| 藩領         | 陸奥会津藩                                | 村松藩     | 6村       | 小熊村、石倉村、能代村、土深村、馬下村、一本杉村 |
| 藩領         | 陸奥会津藩                                | 新発田藩   | 2村       | 市新村、安部新村 |
| 藩領         | 陸奥会津藩                                | 新潟県     | 1村       | 酒屋村 |
| 幕府領・藩領 | 幕府領（水原代官所）・ 新発田藩           | 新潟県     | 1村       | 泥潟村 |
| 幕府領・藩領 | 旗本領（小浜盛之助）・ 新発田藩           | 新潟県     | 1村       | 下早通村 |
| 幕府領・藩領 | 幕府領（桑名藩預地）・沼津藩              | 村上藩     | 1村       | 今泉村 |

- 慶応4年 
  - 4月19日（1868年5月11日） - 幕府領・旗本領が新潟裁判所の管轄となる。
  - 5月23日（1868年7月12日）  - 幕府領・旗本領が越後府（第1次）の管轄となる。
- 明治元年 
  - 9月12日（1868年10月27日） - 沼津藩が転封により上総菊間藩となる。郡内の領地は引き続き管轄。
  - 9月21日（1868年11月5日） - 越後府（第1次）が改称して新潟府となる。
  - 9月22日（1868年11月6日） - 会津戦争で会津藩が新政府軍に降伏して領地を没収され、領地が越後府の管轄となる。
- 明治2年 
  - 2月8日（1869年3月20日） - 越後府（第2次）の管轄となる。
  - 7月27日（1869年9月3日） - 水原県の管轄となる。
- 明治3年
  - 3月7日（1870年4月7日） - 新潟県（第2次）の管轄となる。
  - 7月 - 越後国内で大規模な領地替えが行われる。菊間藩領が消滅（管轄は上表参照）。
- 明治4年
  - 7月14日（1871年8月29日） - 廃藩置県により藩領が新発田県、村松県、村上県となる。
  - 11月20日（1871年12月31日） - 第1次府県統合により全域が新潟県（第2次）の管轄となる。
- 明治初年 （4町378村）
  - 万年新田が上木山村・下木山村・小須戸村分・平潟村分・櫛笥・平潟新田分・庄瀬村分・牛崎村分・田中村（現：新潟市南区田中）・戸頭分・浦梨村・上道潟村・下道潟村・万年村・鍋潟村・蔵主に分村。
  - 牧村が上牧村・下牧村に分村。
  - 新飯田村新田が新飯田村に、田尾村が戸石新田にそれぞれ合併。
  - 祖父新田が祖父興野に改称。
- 時期不明 - 石山新田より西山二ツ新田が分立。（4町379村）
- 明治8年（1875年）（4町373村）
  - 鍋潟新田より姥ヶ山新田が分立。
  - 庚村・下和田村が合併して和田村となる。
  - 向新保新田が金沢新田に、下道潟上新田・下道潟中新田が茨曽根村に、市右衛門新田が古田新田に、茨新村が茨曽根村に、寺沢村が吉沢村にそれぞれ合併。
- 明治9年（1876年）（4町370村）
  - 久蔵興野より網川原新田・大島新田が分立。
  - 上所島新田より下所島新田が分立。
  - 本楚川新田・西楚川新田が合併して楚川新田となる。
  - 中新田村・満願寺村・大安寺村・上金沢村・下金沢村が合併して互賀村となる。
  - 嘉喜新田の一部（木津中島新田）が楚川新田、残部が嘉木村にそれぞれ合併。
- 明治10年（1877年）（4町348村）
  - 近江新田より堀之内新田が分立。
  - 下木津村・中木津村・上木津村が合併して木津村となる。
  - 上早通村・下早通村が合併して早通村となる。
  - 中谷内村が嘉瀬村、米津新村新田が町屋村に、獺ヶ通新田・庄助新田が西酒屋村に、上深川村・下深川村が六郷村に、苗代新田が楚川村に、高山新田が亀田町に、虫見堂新田・浦新田が二本木村に、江崎新田が茗荷谷新田に、金鉢山新田が西山新田に、海老ヶ瀬新田が海老ヶ瀬村に、石仏新田が寺山新田に、下新田が楚川村に、笹淵新田が馬越新田に、鴉又新田が鴉又村に、中村新田が下木戸村に、下北潟新田が庄瀬村に、中村（現：五泉市）が長橋村にそれぞれ合併。
- 明治11年（1878年） - 赤羽下村が赤羽村に改称。

### 郡発足以降の沿革
- 明治12年（1879年）（4町348村）
  - 4月9日 - 郡区町村編制法の新潟県での施行により、新潟県蒲原郡のうち4町350村に行政区画としての中蒲原郡が発足。郡役所を新津町に設置。
  - 脇川新田の所属郡が三島郡に変更。
  - 上牧村・下牧村が合併して牧村となる。
  - 3ヶ所存在した田中村が北田中村（現：新潟市南区北田中）、南田中村（現：五泉市）、中田中村（現：新潟市南区田中）にそれぞれ改称。
  - 2ヶ所存在した四ツ屋村が西四ツ屋村（現：五泉市西四ツ屋）、東四ツ屋村（現：五泉市東四ツ屋）にそれぞれ改称。
- 明治13年（1880年） - 下木越村が木越村に合併。（4町345村）
- 明治16年（1883年）（4町346村）
  - 横越村より城所村（枝郷城山村・所島村）・袋津村が分立。
  - 吉原村が川瀬村に合併。
- 明治17年（1884年）（4町341村）
  - 互賀村が中新田村・満願寺村・大安寺村・金沢村に分村。
  - 上新田新田が上新田に、牛崎新田・牛崎村分が牛崎村に、櫛笥・小須戸村分が櫛笥村に、平潟村分が平潟村に、戸頭分が戸頭村に、鵜森新田が鵜森村にそれぞれ合併。
- 明治18年（1885年） - 粟蒔新田が東酒巻新田に、小平次新田が臼井村に、小見新田が下八枚村にそれぞれ合併。（4町338村）
- 明治20年（1887年） - 中田中村が田中村（現：新潟市南区田中）に改称。

### 町村制以降の沿革
- 明治22年（1889年）4月1日 - 町村制の施行により以下の町村が発足。特記以外は現・新潟市。（7町59村）

- 新飯田村（単独村制）
- 須田村 ← 後須田村、砂押新田、前須田村、北潟村、鵜森村、田中新田（現：加茂市）、五反田村（現：加茂市、新潟市）、上新田（現：新潟市）
- 庄瀬村 ← 庄瀬村、古川新田、兎新田、飯島新田、真木新田
- 菱潟村 ← 菱潟村、菱潟新田、鋳物師興野、蜘手興野、十二道島村、次郎右衛門興野、上八枚村、天王新田、牛崎村、庄瀬村分
- 臼井村 ← 臼井村、中山村、小蔵子村、下八枚村、戸石新田、古川村
- 大郷村 ← 大郷村、西酒屋村、犬帰新田、赤渋村、東笠巻村
- 鷲巻村 ← 引越村、西笠巻村、西笠巻新田、東笠巻新田、鷲木新田
- 根岸村 ← 塩俵新田、松橋村、下山崎村、高井興野村、山崎興野村、北田中村、夏保新田、中高井村、上高井村
- 白根町 ← 白根村、上諏訪木村、下諏訪木村、能登村、助次右衛門組
- 浄楽寺村 ← 鯵潟村、十五間村、神屋村、小坂村、保坂村、七軒村
- 小吉村 ← 沖新保村、上道潟村、下道潟村、平潟新田、平潟村、万年村、蔵主、櫛笥村、戸頭村
- 林村 ← 上木山村、下木山村、鍋潟分、和泉村、浦梨村、田中村
- 茨曽根村 ← 茨曽根村、東萱場村、下道潟下新田
- 小須戸町（単独町制）
- 横水村 ← 水田村、小向村、横川浜村
- 新保村 ← 新保村、竜玄新田
- 矢代田村 ← 鎌倉新田、矢代田村、天ヶ沢新田［字蒲ヶ島新田を除く］
- 小鹿村 ← 小戸新田［字小戸上組・小戸下組・栗宮］、大鹿新田
- 小梅村 ← 小戸新田［字川根・大秋・浦梨野・小屋場］、梅木村、出戸村、四ツ興野、蕨曽根新田
- 津島村 ← 程島村、東島村、古津村、朝日村、割町村、塩谷村、天ヶ沢新田［字蒲ヶ島新田］、金津村、中村、西島村
- 新津町 ← 田家村、古田新田、新津村、金沢新田、柄目木新田、飯柳新田
- 三興野村 ← 北上興野、下興野、善道興野
- 荻野村 ← 市之瀬新田、車場新田、中野新田、荻島新田、覚路津新田［現・覚路津］
- 川結村 ← 川口新田、結新田、覚路津新田［現・北潟・福島・田島］
- 満日村 ← 大蔵新田、七日町村、満願寺村
- 阿賀浦村 ← 大安寺村、金沢村、中新田村
- 新関村 ← 下新村、小口村、岡田村、大関村、新郷屋村、市新村、次屋村、金屋村、羽下村、安養寺村、浦沢村、安部新村、北村、牧ヶ鼻村、六郷村（現：新潟市）、下条村、船越村、田屋村、猿橋村（現：五泉市）
- 五泉町 ← 荻曽根村、二ツ柳村、五泉町、三本木村（現：五泉市）
- 太川村 ← 太田村、赤海村、川瀬村、五十嵐新田（現：五泉市）
- 吉沢村（単独村制、現・五泉市）
- 橋田村 ← 山崎村、丸田村、小熊村、石倉村、橋田村、菅沢村、尻上村、大沢村、西四ツ屋村、能代村、土深村（現：五泉市）
- 菅名村 ← 石曽根村、木越村、町屋村、千原村、今泉村（現：五泉市）
- 大蒲原村 ← 苅羽村、中野橋村、青橋村、南田中村、上野村、寺田村、牧村、下大蒲原村、上大蒲原村、高松村（現：五泉市）
- 五箇村 ← 笹野町村、長橋村、中名沢村（現：五泉市）
- 七谷村 ← 宮寄上村、上土倉村、下土倉村、長谷村、下大谷村、中大谷村、下高柳村、上大谷村、西山村、黒水村、上高柳村（現：加茂市）
- 十全村 ← 上戸倉村、下戸倉村、安出村、大口村、別所村、蛭野村、中島村、新屋村、大原村、山屋村（現：五泉市）
- 村松町（単独町制、現・五泉市）
- 川内村 ← 矢津村、下阿弥陀瀬村、川内村、土淵村、水戸野村、仙見谷村、夏針村、熊沢村、阿弥陀瀬村、暮坪村、松野村、横渡村、笹目村、小面谷村、下杉川村、上杉川村（現：五泉市）
- 川東村 ← 中川新村、菅出村、笹堀村、尾白村、小搦村、馬下村、大谷村、小山田村、切畑村、小栗山村、猿和田村、大須郷村、小流村、大蔵村、柄沢村、不動堂村、赤羽村、土堀村、東四ツ屋村、四ツ屋新村（現：五泉市）
- 巣本村 ← 論瀬村、清瀬村、一本杉村、高山村（現：五泉市）
- 横越村、小杉村（それぞれ単独村制）
- 二本木村 ← 二本木村［大部分］、木津村［一部］
- 木津村 ← 木津村［大部分］、二本木村［一部］
- 沢海村（単独村制）
- 山通村 ← 北山新田、丸山新田、茗荷谷新田、西山新田
- 山岡村 ← 松山村、直り山村、笹山村、蔵岡村、細山村
- 大淵村 ← 大淵村、西野新田
- 江口村（単独村制）
- 石山村 ← 中島新田、児池新田、猿ヶ馬場新田、下場新田、中野山新田、粟山新田、石山新田
- 木戸村 ← 上木戸村、牡丹山新田、鴉俣村、馬越新田、中山新田、竹尾新田、紫竹新田、下木戸村、榎新田
- 山潟村 ← 長潟新田、姥ヶ山新田、西山二ツ新田、鍋潟新田
- 沼垂町 ← 沼垂町村、蒲原村、長嶺新田、流作場新田
- 松島村 ← 津島屋村、松崎村、河渡新田、海老ヶ瀬村、逢谷内新田、寺山新田、山下新田［本郷］
- 日本岡村 ← 一日市村、中興野、本所村、石動新田、岡山村
- 鳥屋王村 ← 近江新田、天神尾新田、下所島新田、出来島新田、上所島新田、親松新田、網川原新田、鳥屋野村、大島新田
- 女池村 ← 笹口新田、米山新田、堀之内新田、紫竹山新田、神道寺新田、女池新田、小張ノ木新田
- 曽野木村 ← 久蔵興野、太右衛門新田、祖父興野、俵柳村、楚川新田、合子ヶ作村、楚川村、嘉木村、天野新田、丸潟新田
- 酒屋村、割野村、嘉瀬村（それぞれ単独村制）
- 和舞村 ← 舞潟村、平賀村、和田村、花ノ牧村、上和田村
- 早通村 ← 早通村、泥潟村、鵜ノ子村、長潟村、丸潟村
- 茅ノ城村 ← 城所村、茅野山村
- 亀田町 ← 亀田町、船戸山新田、荻曽根新田、貝塚新田
- 袋津村 ← 袋津村、砂崩新田

- 明治23年（1890年）
  - 3月14日 - 茅ノ城村が改称して茅城島村となる。
  - 12月17日 - 鳥屋王村が改称して鳥屋野村となる。
- 明治26年（1893年）9月8日 - 津島村の一部（中村・程島）が分立して中島村が発足。（7町60村）
- 明治30年（1897年）1月1日 - 新潟県で郡制を施行。
- 明治31年（1898年）
  - 2月4日（7町61村）
    - 松島村の一部（津島屋・松崎・河渡新田）が分立して新松島村、一部（海老ケ瀬・寺山新田・逢谷内新田）が分立して三箇村が発足。
    - 松島村の残部（山下新田）が沼垂町に編入。

  - 12月9日 - 橋田村の一部（能代・土深）が五泉町に編入。
- 明治34年（1901年）11月1日 - 以下の町村の統合が行われる。いずれも新設合併。（7町34村）

- 大形村 ← 新松島村、三箇村、日本岡村
- 石山村 ← 石山村、木戸村、山潟村［長潟新田・姥ケ山新田・西山二ツ新田］
- 曽野木村 ← 曽野木村、山潟村［丸潟新田・鍋潟新田］
- 鳥屋野村 ← 鳥屋野村、女池村
- 大江山村 ← 山通村、山岡村、大淵村、江口村
- 両川村 ← 割野村、嘉瀬村、酒屋村、和舞村
- 新津町 ← 新津町、三興野村
- 荻川村 ← 川結村、荻野村
- 金津村 ← 中島村、津島村
- 小合村 ← 小鹿村、小梅村
- 五泉町 ← 五泉町、太川村、吉沢村
- 小須戸町 ← 小須戸町、横水村、新保村、矢代田村
- 大蒲原村 ← 大蒲原村、五箇村
- 横越村 ← 横越村、沢海村、小杉村、木津村、二本木村
- 亀田町 ← 亀田町、袋津村、茅城嶋村［城所］
- 早通村 ← 早通村、茅城嶋村［茅野山］

- 明治35年（1902年）4月1日（7町31村）
  - 白根町・浄楽寺村が合併し、改めて白根町が発足。
  - 庄瀬村・菱潟村および小吉村の一部（沖新保・上道潟・下道潟）が合併し、改めて庄瀬村が発足。
  - 林村および小吉村の残部（万年・櫛笥村・平潟・平潟新田・蔵主・戸頭）が合併して小林村が発足。
- 大正3年（1914年）4月1日 - 沼垂町が新潟市に編入。（6町31村）
- 大正8年（1919年） - 石山村の一部（馬越）が新潟市に編入。
- 大正12年（1923年）3月31日 - 郡会が廃止。郡役所は存続。
- 大正14年（1925年）
  - 7月1日 - 早通村が亀田町に編入。（6町30村）
  - 11月1日 - 阿賀浦村・満日村が新津町に編入。（6町28村）
- 大正15年（1926年）6月30日 - 郡役所が廃止。以降は地域区分名称となる。
- 昭和14年（1939年）11月1日 - 荻川村が新津町に編入。（6町27村）
- 昭和18年（1943年）
  - 6月1日 - 大形村が新潟市に編入。（6町26村）
  - 12月8日 - 石山村・鳥屋野村が新潟市に編入。（6町24村）
- 昭和26年（1951年）1月1日 - 新津町が市制施行して新津市となり、郡より離脱。（5町24村）
- 昭和29年（1954年）11月3日（4町20村）
  - 七谷村が加茂市に編入。
  - 五泉町・巣本村・川東村・橋田村が合併して五泉市が発足し、郡より離脱。
- 昭和30年（1955年）
  - 3月31日（4町8村）
    - 村松町・大蒲原村・川内村・十全村、菅名村の一部（石曽根・千原および木越の一部）が合併し、改めて村松町が発足。
    - 菅名村の残部（今泉・町屋および木越の残部）が五泉市に編入。
    - 白根町・新飯田村・庄瀬村・臼井村・大郷村・鷲巻村・根岸村・小林村・茨曽根村が合併し、改めて白根町が発足。

  - 4月1日 - 金津村・小合村が新津市に編入。（4町6村）
  - 11月1日 - 須田村が加茂市に編入。（4町5村）
- 昭和31年（1956年） 4月1日 - 加茂市の一部（上新田）が白根町に編入。
- 昭和32年（1957年）
  - 3月18日 - 新関村の一部（小口・大関・岡田・安部新・次屋・浦沢・安養寺・市新・下新・金屋・北・新郷屋・牧ケ鼻・六郷・羽下）が新津市、残部（下条・船越・猿橋・田屋）が五泉市に分割編入。（4町4村）
  - 5月3日 - 大江山村・曽野木村・両川村が新潟市に編入。（4町1村）
- 昭和34年（1959年）6月1日 - 白根町が市制施行して白根市（現：新潟市）となり、郡より離脱。（3町1村）
- 平成8年（1996年）11月1日 - 横越村が町制施行して横越町となる。（4町）
- 平成17年（2005年）3月21日 - 亀田町・小須戸町・横越町が新潟市に編入。（1町）
- 平成18年（2006年）1月1日 - 村松町が五泉市と合併し、改めて五泉市が発足。同日中蒲原郡消滅。

### 変遷表
| 明治以前          | 明治以前          | 明治初年 - 明治11年        | 明治12年 - 明治22年      | 明治12年 - 明治22年      | 明治22年 4月1日 町村制施行 | 明治22年 - 明治33年            | 明治34年 - 明治45年      | 大正元年 - 大正15年          | 昭和元年 - 昭和20年          | 昭和21年 - 昭和30年                  | 昭和31年 - 昭和64年          | 昭和31年 - 昭和64年                | 平成元年 - 現在            | 平成元年 - 現在              | 現在   |
| ----------------- | ----------------- | -------------------------- | ------------------------ | ------------------------ | -------------------------- | ------------------------------ | ------------------------ | ---------------------------- | ---------------------------- | ------------------------------------ | ---------------------------- | ---------------------------------- | -------------------------- | ---------------------------- | ------ |
| 宮寄上村          | 宮寄上村          | 宮寄上村                   | 宮寄上村                 | 宮寄上村                 | 七谷村                     | 七谷村                         | 七谷村                   | 七谷村                       | 七谷村                       | 昭和29年11月3日 加茂市に編入         | 加茂市                       | 加茂市                             | 加茂市                     | 加茂市                       | 加茂市 |
| 上土倉村          | 上土倉村          | 上土倉村                   | 上土倉村                 | 上土倉村                 | 七谷村                     | 七谷村                         | 七谷村                   | 七谷村                       | 七谷村                       | 昭和29年11月3日 加茂市に編入         | 加茂市                       | 加茂市                             | 加茂市                     | 加茂市                       | 加茂市 |
| 下土倉村          | 下土倉村          | 下土倉村                   | 下土倉村                 | 下土倉村                 | 七谷村                     | 七谷村                         | 七谷村                   | 七谷村                       | 七谷村                       | 昭和29年11月3日 加茂市に編入         | 加茂市                       | 加茂市                             | 加茂市                     | 加茂市                       | 加茂市 |
| 長谷村            | 長谷村            | 長谷村                     | 長谷村                   | 長谷村                   | 七谷村                     | 七谷村                         | 七谷村                   | 七谷村                       | 七谷村                       | 昭和29年11月3日 加茂市に編入         | 加茂市                       | 加茂市                             | 加茂市                     | 加茂市                       | 加茂市 |
| 下大谷村          | 下大谷村          | 下大谷村                   | 下大谷村                 | 下大谷村                 | 七谷村                     | 七谷村                         | 七谷村                   | 七谷村                       | 七谷村                       | 昭和29年11月3日 加茂市に編入         | 加茂市                       | 加茂市                             | 加茂市                     | 加茂市                       | 加茂市 |
| 中大谷村          | 中大谷村          | 中大谷村                   | 中大谷村                 | 中大谷村                 | 七谷村                     | 七谷村                         | 七谷村                   | 七谷村                       | 七谷村                       | 昭和29年11月3日 加茂市に編入         | 加茂市                       | 加茂市                             | 加茂市                     | 加茂市                       | 加茂市 |
| 下高柳村          | 下高柳村          | 下高柳村                   | 下高柳村                 | 下高柳村                 | 七谷村                     | 七谷村                         | 七谷村                   | 七谷村                       | 七谷村                       | 昭和29年11月3日 加茂市に編入         | 加茂市                       | 加茂市                             | 加茂市                     | 加茂市                       | 加茂市 |
| 上大谷村          | 上大谷村          | 上大谷村                   | 上大谷村                 | 上大谷村                 | 七谷村                     | 七谷村                         | 七谷村                   | 七谷村                       | 七谷村                       | 昭和29年11月3日 加茂市に編入         | 加茂市                       | 加茂市                             | 加茂市                     | 加茂市                       | 加茂市 |
| 西山村            | 西山村            | 西山村                     | 西山村                   | 西山村                   | 七谷村                     | 七谷村                         | 七谷村                   | 七谷村                       | 七谷村                       | 昭和29年11月3日 加茂市に編入         | 加茂市                       | 加茂市                             | 加茂市                     | 加茂市                       | 加茂市 |
| 黒水村            | 黒水村            | 黒水村                     | 黒水村                   | 黒水村                   | 七谷村                     | 七谷村                         | 七谷村                   | 七谷村                       | 七谷村                       | 昭和29年11月3日 加茂市に編入         | 加茂市                       | 加茂市                             | 加茂市                     | 加茂市                       | 加茂市 |
| 上高柳村          | 上高柳村          | 上高柳村                   | 上高柳村                 | 上高柳村                 | 七谷村                     | 七谷村                         | 七谷村                   | 七谷村                       | 七谷村                       | 昭和29年11月3日 加茂市に編入         | 加茂市                       | 加茂市                             | 加茂市                     | 加茂市                       | 加茂市 |
| 後須田村          | 後須田村          | 後須田村                   | 後須田村                 | 後須田村                 | 須田村                     | 須田村                         | 須田村                   | 須田村                       | 須田村                       | 昭和30年11月1日 加茂市に編入         | 加茂市                       | 加茂市                             | 加茂市                     | 加茂市                       | 加茂市 |
| 砂押新田          | 砂押新田          | 砂押新田                   | 砂押新田                 | 砂押新田                 | 須田村                     | 須田村                         | 須田村                   | 須田村                       | 須田村                       | 昭和30年11月1日 加茂市に編入         | 加茂市                       | 加茂市                             | 加茂市                     | 加茂市                       | 加茂市 |
| 前須田村          | 前須田村          | 前須田村                   | 前須田村                 | 前須田村                 | 須田村                     | 須田村                         | 須田村                   | 須田村                       | 須田村                       | 昭和30年11月1日 加茂市に編入         | 加茂市                       | 加茂市                             | 加茂市                     | 加茂市                       | 加茂市 |
| 北潟村            | 北潟村            | 北潟村                     | 北潟村                   | 北潟村                   | 須田村                     | 須田村                         | 須田村                   | 須田村                       | 須田村                       | 昭和30年11月1日 加茂市に編入         | 加茂市                       | 加茂市                             | 加茂市                     | 加茂市                       | 加茂市 |
| 田中新田          | 田中新田          | 田中新田                   | 田中新田                 | 田中新田                 | 須田村                     | 須田村                         | 須田村                   | 須田村                       | 須田村                       | 昭和30年11月1日 加茂市に編入         | 加茂市                       | 加茂市                             | 加茂市                     | 加茂市                       | 加茂市 |
| 鵜森村            | 鵜森村            | 鵜森村                     | 鵜森村                   | 明治17年 鵜森村          | 須田村                     | 須田村                         | 須田村                   | 須田村                       | 須田村                       | 昭和30年11月1日 加茂市に編入         | 加茂市                       | 加茂市                             | 加茂市                     | 加茂市                       | 加茂市 |
| 鵜森新田          | 鵜森新田          | 鵜森新田                   | 鵜森新田                 | 明治17年 鵜森村          | 須田村                     | 須田村                         | 須田村                   | 須田村                       | 須田村                       | 昭和30年11月1日 加茂市に編入         | 加茂市                       | 加茂市                             | 加茂市                     | 加茂市                       | 加茂市 |
| 五反田村          | 一部              | 五反田村                   | 五反田村                 | 五反田村                 | 須田村                     | 須田村                         | 須田村                   | 須田村                       | 須田村                       | 昭和30年11月1日 加茂市に編入         | 加茂市                       | 加茂市                             | 加茂市                     | 加茂市                       | 加茂市 |
| 五反田村          | 一部              | 五反田村                   | 五反田村                 | 五反田村                 | 須田村                     | 須田村                         | 須田村                   | 須田村                       | 須田村                       | 昭和30年11月1日 加茂市に編入         | 加茂市                       | 昭和37年8月1日 白根市に編入        | 白根市                     | 平成17年3月21日 新潟市に編入 | 新潟市 |
| 上新田            | 上新田            | 上新田                     | 上新田                   | 明治17年 上新田          | 須田村                     | 須田村                         | 須田村                   | 須田村                       | 須田村                       | 昭和30年11月1日 加茂市に編入         | 昭和31年4月1日 白根町に編入  | 昭和34年6月1日 市制 白根市         | 白根市                     | 平成17年3月21日 新潟市に編入 | 新潟市 |
| 上新田新田        | 上新田新田        | 上新田新田                 | 上新田新田               | 明治17年 上新田          | 須田村                     | 須田村                         | 須田村                   | 須田村                       | 須田村                       | 昭和30年11月1日 加茂市に編入         | 昭和31年4月1日 白根町に編入  | 昭和34年6月1日 市制 白根市         | 白根市                     | 平成17年3月21日 新潟市に編入 | 新潟市 |
| 白根村            | 白根村            | 白根村                     | 白根村                   | 白根村                   | 白根町                     | 白根町                         | 明治35年4月1日 白根町    | 白根町                       | 白根町                       | 昭和30年3月31日 白根町               | 白根町                       | 昭和34年6月1日 市制 白根市         | 白根市                     | 平成17年3月21日 新潟市に編入 | 新潟市 |
| 上諏訪木村        | 上諏訪木村        | 上諏訪木村                 | 上諏訪木村               | 上諏訪木村               | 白根町                     | 白根町                         | 明治35年4月1日 白根町    | 白根町                       | 白根町                       | 昭和30年3月31日 白根町               | 白根町                       | 昭和34年6月1日 市制 白根市         | 白根市                     | 平成17年3月21日 新潟市に編入 | 新潟市 |
| 下諏訪木村        | 下諏訪木村        | 下諏訪木村                 | 下諏訪木村               | 下諏訪木村               | 白根町                     | 白根町                         | 明治35年4月1日 白根町    | 白根町                       | 白根町                       | 昭和30年3月31日 白根町               | 白根町                       | 昭和34年6月1日 市制 白根市         | 白根市                     | 平成17年3月21日 新潟市に編入 | 新潟市 |
| 能登村            | 能登村            | 能登村                     | 能登村                   | 能登村                   | 白根町                     | 白根町                         | 明治35年4月1日 白根町    | 白根町                       | 白根町                       | 昭和30年3月31日 白根町               | 白根町                       | 昭和34年6月1日 市制 白根市         | 白根市                     | 平成17年3月21日 新潟市に編入 | 新潟市 |
| 助次右衛門組      | 助次右衛門組      | 助次右衛門組               | 助次右衛門組             | 助次右衛門組             | 白根町                     | 白根町                         | 明治35年4月1日 白根町    | 白根町                       | 白根町                       | 昭和30年3月31日 白根町               | 白根町                       | 昭和34年6月1日 市制 白根市         | 白根市                     | 平成17年3月21日 新潟市に編入 | 新潟市 |
| 鯵潟村            | 鯵潟村            | 鯵潟村                     | 鯵潟村                   | 鯵潟村                   | 浄楽寺村                   | 浄楽寺村                       | 明治35年4月1日 白根町    | 白根町                       | 白根町                       | 昭和30年3月31日 白根町               | 白根町                       | 昭和34年6月1日 市制 白根市         | 白根市                     | 平成17年3月21日 新潟市に編入 | 新潟市 |
| 十五間村          | 十五間村          | 十五間村                   | 十五間村                 | 十五間村                 | 浄楽寺村                   | 浄楽寺村                       | 明治35年4月1日 白根町    | 白根町                       | 白根町                       | 昭和30年3月31日 白根町               | 白根町                       | 昭和34年6月1日 市制 白根市         | 白根市                     | 平成17年3月21日 新潟市に編入 | 新潟市 |
| 神屋村            | 神屋村            | 神屋村                     | 神屋村                   | 神屋村                   | 浄楽寺村                   | 浄楽寺村                       | 明治35年4月1日 白根町    | 白根町                       | 白根町                       | 昭和30年3月31日 白根町               | 白根町                       | 昭和34年6月1日 市制 白根市         | 白根市                     | 平成17年3月21日 新潟市に編入 | 新潟市 |
| 小坂村            | 小坂村            | 小坂村                     | 小坂村                   | 小坂村                   | 浄楽寺村                   | 浄楽寺村                       | 明治35年4月1日 白根町    | 白根町                       | 白根町                       | 昭和30年3月31日 白根町               | 白根町                       | 昭和34年6月1日 市制 白根市         | 白根市                     | 平成17年3月21日 新潟市に編入 | 新潟市 |
| 保坂村            | 保坂村            | 保坂村                     | 保坂村                   | 保坂村                   | 浄楽寺村                   | 浄楽寺村                       | 明治35年4月1日 白根町    | 白根町                       | 白根町                       | 昭和30年3月31日 白根町               | 白根町                       | 昭和34年6月1日 市制 白根市         | 白根市                     | 平成17年3月21日 新潟市に編入 | 新潟市 |
| 七軒村            | 七軒村            | 七軒村                     | 七軒村                   | 七軒村                   | 浄楽寺村                   | 浄楽寺村                       | 明治35年4月1日 白根町    | 白根町                       | 白根町                       | 昭和30年3月31日 白根町               | 白根町                       | 昭和34年6月1日 市制 白根市         | 白根市                     | 平成17年3月21日 新潟市に編入 | 新潟市 |
| 新飯田村          | 新飯田村          | 明治初年 新飯田村          | 新飯田村                 | 新飯田村                 | 新飯田村                   | 新飯田村                       | 新飯田村                 | 新飯田村                     | 新飯田村                     | 昭和30年3月31日 白根町               | 白根町                       | 昭和34年6月1日 市制 白根市         | 白根市                     | 平成17年3月21日 新潟市に編入 | 新潟市 |
| 新飯田村新田      |                   | 明治初年 新飯田村          | 新飯田村                 | 新飯田村                 | 新飯田村                   | 新飯田村                       | 新飯田村                 | 新飯田村                     | 新飯田村                     | 昭和30年3月31日 白根町               | 白根町                       | 昭和34年6月1日 市制 白根市         | 白根市                     | 平成17年3月21日 新潟市に編入 | 新潟市 |
| 庄瀬村            | 庄瀬村            | 明治10年 庄瀬村            | 庄瀬村                   | 庄瀬村                   | 庄瀬村                     | 庄瀬村                         | 明治35年4月1日 庄瀬村    | 庄瀬村                       | 庄瀬村                       | 昭和30年3月31日 白根町               | 白根町                       | 昭和34年6月1日 市制 白根市         | 白根市                     | 平成17年3月21日 新潟市に編入 | 新潟市 |
| 下北潟新田        |                   | 明治10年 庄瀬村            | 庄瀬村                   | 庄瀬村                   | 庄瀬村                     | 庄瀬村                         | 明治35年4月1日 庄瀬村    | 庄瀬村                       | 庄瀬村                       | 昭和30年3月31日 白根町               | 白根町                       | 昭和34年6月1日 市制 白根市         | 白根市                     | 平成17年3月21日 新潟市に編入 | 新潟市 |
| 古川新田          | 古川新田          | 古川新田                   | 古川新田                 | 古川新田                 | 庄瀬村                     | 庄瀬村                         | 明治35年4月1日 庄瀬村    | 庄瀬村                       | 庄瀬村                       | 昭和30年3月31日 白根町               | 白根町                       | 昭和34年6月1日 市制 白根市         | 白根市                     | 平成17年3月21日 新潟市に編入 | 新潟市 |
| 兎新田            | 兎新田            | 兎新田                     | 兎新田                   | 兎新田                   | 庄瀬村                     | 庄瀬村                         | 明治35年4月1日 庄瀬村    | 庄瀬村                       | 庄瀬村                       | 昭和30年3月31日 白根町               | 白根町                       | 昭和34年6月1日 市制 白根市         | 白根市                     | 平成17年3月21日 新潟市に編入 | 新潟市 |
| 飯島新田          | 飯島新田          | 飯島新田                   | 飯島新田                 | 飯島新田                 | 庄瀬村                     | 庄瀬村                         | 明治35年4月1日 庄瀬村    | 庄瀬村                       | 庄瀬村                       | 昭和30年3月31日 白根町               | 白根町                       | 昭和34年6月1日 市制 白根市         | 白根市                     | 平成17年3月21日 新潟市に編入 | 新潟市 |
| 真木新田          | 真木新田          | 真木新田                   | 真木新田                 | 真木新田                 | 庄瀬村                     | 庄瀬村                         | 明治35年4月1日 庄瀬村    | 庄瀬村                       | 庄瀬村                       | 昭和30年3月31日 白根町               | 白根町                       | 昭和34年6月1日 市制 白根市         | 白根市                     | 平成17年3月21日 新潟市に編入 | 新潟市 |
| 菱潟村            | 菱潟村            | 菱潟村                     | 菱潟村                   | 菱潟村                   | 菱潟村                     | 菱潟村                         | 明治35年4月1日 庄瀬村    | 庄瀬村                       | 庄瀬村                       | 昭和30年3月31日 白根町               | 白根町                       | 昭和34年6月1日 市制 白根市         | 白根市                     | 平成17年3月21日 新潟市に編入 | 新潟市 |
| 菱潟新田          | 菱潟新田          | 菱潟新田                   | 菱潟新田                 | 菱潟新田                 | 菱潟村                     | 菱潟村                         | 明治35年4月1日 庄瀬村    | 庄瀬村                       | 庄瀬村                       | 昭和30年3月31日 白根町               | 白根町                       | 昭和34年6月1日 市制 白根市         | 白根市                     | 平成17年3月21日 新潟市に編入 | 新潟市 |
| 鋳物師興野        | 鋳物師興野        | 鋳物師興野                 | 鋳物師興野               | 鋳物師興野               | 菱潟村                     | 菱潟村                         | 明治35年4月1日 庄瀬村    | 庄瀬村                       | 庄瀬村                       | 昭和30年3月31日 白根町               | 白根町                       | 昭和34年6月1日 市制 白根市         | 白根市                     | 平成17年3月21日 新潟市に編入 | 新潟市 |
| 蜘手興野          | 蜘手興野          | 蜘手興野                   | 蜘手興野                 | 蜘手興野                 | 菱潟村                     | 菱潟村                         | 明治35年4月1日 庄瀬村    | 庄瀬村                       | 庄瀬村                       | 昭和30年3月31日 白根町               | 白根町                       | 昭和34年6月1日 市制 白根市         | 白根市                     | 平成17年3月21日 新潟市に編入 | 新潟市 |
| 十二道島村        | 十二道島村        | 十二道島村                 | 十二道島村               | 十二道島村               | 菱潟村                     | 菱潟村                         | 明治35年4月1日 庄瀬村    | 庄瀬村                       | 庄瀬村                       | 昭和30年3月31日 白根町               | 白根町                       | 昭和34年6月1日 市制 白根市         | 白根市                     | 平成17年3月21日 新潟市に編入 | 新潟市 |
| 次郎右衛門興野    | 次郎右衛門興野    | 次郎右衛門興野             | 次郎右衛門興野           | 次郎右衛門興野           | 菱潟村                     | 菱潟村                         | 明治35年4月1日 庄瀬村    | 庄瀬村                       | 庄瀬村                       | 昭和30年3月31日 白根町               | 白根町                       | 昭和34年6月1日 市制 白根市         | 白根市                     | 平成17年3月21日 新潟市に編入 | 新潟市 |
| 上八枚村          | 上八枚村          | 上八枚村                   | 上八枚村                 | 上八枚村                 | 菱潟村                     | 菱潟村                         | 明治35年4月1日 庄瀬村    | 庄瀬村                       | 庄瀬村                       | 昭和30年3月31日 白根町               | 白根町                       | 昭和34年6月1日 市制 白根市         | 白根市                     | 平成17年3月21日 新潟市に編入 | 新潟市 |
| 天王新田          | 天王新田          | 天王新田                   | 天王新田                 | 天王新田                 | 菱潟村                     | 菱潟村                         | 明治35年4月1日 庄瀬村    | 庄瀬村                       | 庄瀬村                       | 昭和30年3月31日 白根町               | 白根町                       | 昭和34年6月1日 市制 白根市         | 白根市                     | 平成17年3月21日 新潟市に編入 | 新潟市 |
| 牛崎村            | 牛崎村            | 牛崎村                     | 牛崎村                   | 明治17年 牛崎村          | 菱潟村                     | 菱潟村                         | 明治35年4月1日 庄瀬村    | 庄瀬村                       | 庄瀬村                       | 昭和30年3月31日 白根町               | 白根町                       | 昭和34年6月1日 市制 白根市         | 白根市                     | 平成17年3月21日 新潟市に編入 | 新潟市 |
| 牛崎新田          | 牛崎新田          | 牛崎新田                   | 牛崎新田                 | 明治17年 牛崎村          | 菱潟村                     | 菱潟村                         | 明治35年4月1日 庄瀬村    | 庄瀬村                       | 庄瀬村                       | 昭和30年3月31日 白根町               | 白根町                       | 昭和34年6月1日 市制 白根市         | 白根市                     | 平成17年3月21日 新潟市に編入 | 新潟市 |
| 万年新田 （一部） | 万年新田 （一部） | 明治初年 牛崎村分          | 牛崎村分                 | 明治17年 牛崎村          | 菱潟村                     | 菱潟村                         | 明治35年4月1日 庄瀬村    | 庄瀬村                       | 庄瀬村                       | 昭和30年3月31日 白根町               | 白根町                       | 昭和34年6月1日 市制 白根市         | 白根市                     | 平成17年3月21日 新潟市に編入 | 新潟市 |
| 万年新田 （一部） | 万年新田 （一部） | 明治初年 庄瀬村分          | 庄瀬村分                 | 庄瀬村分                 | 菱潟村                     | 菱潟村                         | 明治35年4月1日 庄瀬村    | 庄瀬村                       | 庄瀬村                       | 昭和30年3月31日 白根町               | 白根町                       | 昭和34年6月1日 市制 白根市         | 白根市                     | 平成17年3月21日 新潟市に編入 | 新潟市 |
| 万年新田 （一部） | 万年新田 （一部） | 明治初年 上道潟村          | 上道潟村                 | 上道潟村                 | 小吉村                     | 小吉村                         | 明治35年4月1日 庄瀬村    | 庄瀬村                       | 庄瀬村                       | 昭和30年3月31日 白根町               | 白根町                       | 昭和34年6月1日 市制 白根市         | 白根市                     | 平成17年3月21日 新潟市に編入 | 新潟市 |
| 万年新田 （一部） | 万年新田 （一部） | 明治初年 下道潟村          | 下道潟村                 | 下道潟村                 | 小吉村                     | 小吉村                         | 明治35年4月1日 庄瀬村    | 庄瀬村                       | 庄瀬村                       | 昭和30年3月31日 白根町               | 白根町                       | 昭和34年6月1日 市制 白根市         | 白根市                     | 平成17年3月21日 新潟市に編入 | 新潟市 |
| 沖新保村          | 沖新保村          | 沖新保村                   | 沖新保村                 | 沖新保村                 | 小吉村                     | 小吉村                         | 明治35年4月1日 庄瀬村    | 庄瀬村                       | 庄瀬村                       | 昭和30年3月31日 白根町               | 白根町                       | 昭和34年6月1日 市制 白根市         | 白根市                     | 平成17年3月21日 新潟市に編入 | 新潟市 |
| 平潟村            | 平潟村            | 平潟村                     | 平潟村                   | 明治17年 平潟村          | 小吉村                     | 小吉村                         | 明治35年4月1日 小林村    | 小林村                       | 小林村                       | 昭和30年3月31日 白根町               | 白根町                       | 昭和34年6月1日 市制 白根市         | 白根市                     | 平成17年3月21日 新潟市に編入 | 新潟市 |
| 万年新田 （一部） | 万年新田 （一部） | 明治初年 平潟村分          | 平潟村分                 | 明治17年 平潟村          | 小吉村                     | 小吉村                         | 明治35年4月1日 小林村    | 小林村                       | 小林村                       | 昭和30年3月31日 白根町               | 白根町                       | 昭和34年6月1日 市制 白根市         | 白根市                     | 平成17年3月21日 新潟市に編入 | 新潟市 |
| 万年新田 （一部） | 万年新田 （一部） | 明治初年 平潟新田          | 平潟新田                 | 平潟新田                 | 小吉村                     | 小吉村                         | 明治35年4月1日 小林村    | 小林村                       | 小林村                       | 昭和30年3月31日 白根町               | 白根町                       | 昭和34年6月1日 市制 白根市         | 白根市                     | 平成17年3月21日 新潟市に編入 | 新潟市 |
| 万年新田 （一部） | 万年新田 （一部） | 明治初年 万年村            | 万年村                   | 万年村                   | 小吉村                     | 小吉村                         | 明治35年4月1日 小林村    | 小林村                       | 小林村                       | 昭和30年3月31日 白根町               | 白根町                       | 昭和34年6月1日 市制 白根市         | 白根市                     | 平成17年3月21日 新潟市に編入 | 新潟市 |
| 万年新田 （一部） | 万年新田 （一部） | 明治初年 蔵主              | 蔵主                     | 蔵主                     | 小吉村                     | 小吉村                         | 明治35年4月1日 小林村    | 小林村                       | 小林村                       | 昭和30年3月31日 白根町               | 白根町                       | 昭和34年6月1日 市制 白根市         | 白根市                     | 平成17年3月21日 新潟市に編入 | 新潟市 |
| 万年新田 （一部） | 万年新田 （一部） | 明治初年 小須戸村分        | 小須戸村分               | 明治17年 櫛笥村          | 小吉村                     | 小吉村                         | 明治35年4月1日 小林村    | 小林村                       | 小林村                       | 昭和30年3月31日 白根町               | 白根町                       | 昭和34年6月1日 市制 白根市         | 白根市                     | 平成17年3月21日 新潟市に編入 | 新潟市 |
| 万年新田 （一部） | 万年新田 （一部） | 明治初年 櫛笥              | 櫛笥                     | 明治17年 櫛笥村          | 小吉村                     | 小吉村                         | 明治35年4月1日 小林村    | 小林村                       | 小林村                       | 昭和30年3月31日 白根町               | 白根町                       | 昭和34年6月1日 市制 白根市         | 白根市                     | 平成17年3月21日 新潟市に編入 | 新潟市 |
| 櫛笥村            | 櫛笥村            | 櫛笥村                     | 櫛笥村                   | 明治17年 櫛笥村          | 小吉村                     | 小吉村                         | 明治35年4月1日 小林村    | 小林村                       | 小林村                       | 昭和30年3月31日 白根町               | 白根町                       | 昭和34年6月1日 市制 白根市         | 白根市                     | 平成17年3月21日 新潟市に編入 | 新潟市 |
| 戸頭村            | 戸頭村            | 戸頭村                     | 戸頭村                   | 明治17年 戸頭村          | 小吉村                     | 小吉村                         | 明治35年4月1日 小林村    | 小林村                       | 小林村                       | 昭和30年3月31日 白根町               | 白根町                       | 昭和34年6月1日 市制 白根市         | 白根市                     | 平成17年3月21日 新潟市に編入 | 新潟市 |
| 万年新田 （一部） | 万年新田 （一部） | 明治初年 戸頭分            | 戸頭分                   | 明治17年 戸頭村          | 小吉村                     | 小吉村                         | 明治35年4月1日 小林村    | 小林村                       | 小林村                       | 昭和30年3月31日 白根町               | 白根町                       | 昭和34年6月1日 市制 白根市         | 白根市                     | 平成17年3月21日 新潟市に編入 | 新潟市 |
| 万年新田 （一部） | 万年新田 （一部） | 明治初年 上木山村          | 上木山村                 | 上木山村                 | 林村                       | 林村                           | 明治35年4月1日 小林村    | 小林村                       | 小林村                       | 昭和30年3月31日 白根町               | 白根町                       | 昭和34年6月1日 市制 白根市         | 白根市                     | 平成17年3月21日 新潟市に編入 | 新潟市 |
| 万年新田 （一部） | 万年新田 （一部） | 明治初年 下木山村          | 下木山村                 | 下木山村                 | 林村                       | 林村                           | 明治35年4月1日 小林村    | 小林村                       | 小林村                       | 昭和30年3月31日 白根町               | 白根町                       | 昭和34年6月1日 市制 白根市         | 白根市                     | 平成17年3月21日 新潟市に編入 | 新潟市 |
| 万年新田 （一部） | 万年新田 （一部） | 明治初年 鍋潟分            | 鍋潟分                   | 鍋潟分                   | 林村                       | 林村                           | 明治35年4月1日 小林村    | 小林村                       | 小林村                       | 昭和30年3月31日 白根町               | 白根町                       | 昭和34年6月1日 市制 白根市         | 白根市                     | 平成17年3月21日 新潟市に編入 | 新潟市 |
| 万年新田 （一部） | 万年新田 （一部） | 明治初年 浦梨村            | 浦梨村                   | 浦梨村                   | 林村                       | 林村                           | 明治35年4月1日 小林村    | 小林村                       | 小林村                       | 昭和30年3月31日 白根町               | 白根町                       | 昭和34年6月1日 市制 白根市         | 白根市                     | 平成17年3月21日 新潟市に編入 | 新潟市 |
| 万年新田 （一部） | 万年新田 （一部） | 明治初年 田中村            | 明治12年 改称 中田中村   | 明治20年 改称 田中村     | 林村                       | 林村                           | 明治35年4月1日 小林村    | 小林村                       | 小林村                       | 昭和30年3月31日 白根町               | 白根町                       | 昭和34年6月1日 市制 白根市         | 白根市                     | 平成17年3月21日 新潟市に編入 | 新潟市 |
| 和泉村            | 和泉村            | 和泉村                     | 和泉村                   | 和泉村                   | 林村                       | 林村                           | 明治35年4月1日 小林村    | 小林村                       | 小林村                       | 昭和30年3月31日 白根町               | 白根町                       | 昭和34年6月1日 市制 白根市         | 白根市                     | 平成17年3月21日 新潟市に編入 | 新潟市 |
| 臼井村            | 臼井村            | 臼井村                     | 臼井村                   | 明治18年 臼井村          | 臼井村                     | 臼井村                         | 臼井村                   | 臼井村                       | 臼井村                       | 昭和30年3月31日 白根町               | 白根町                       | 昭和34年6月1日 市制 白根市         | 白根市                     | 平成17年3月21日 新潟市に編入 | 新潟市 |
| 小平次新田        | 小平次新田        | 小平次新田                 | 小平次新田               | 明治18年 臼井村          | 臼井村                     | 臼井村                         | 臼井村                   | 臼井村                       | 臼井村                       | 昭和30年3月31日 白根町               | 白根町                       | 昭和34年6月1日 市制 白根市         | 白根市                     | 平成17年3月21日 新潟市に編入 | 新潟市 |
| 下八枚村          | 下八枚村          | 下八枚村                   | 下八枚村                 | 明治18年 下八枚村        | 臼井村                     | 臼井村                         | 臼井村                   | 臼井村                       | 臼井村                       | 昭和30年3月31日 白根町               | 白根町                       | 昭和34年6月1日 市制 白根市         | 白根市                     | 平成17年3月21日 新潟市に編入 | 新潟市 |
| 小見新田          | 小見新田          | 小見新田                   | 小見新田                 | 明治18年 下八枚村        | 臼井村                     | 臼井村                         | 臼井村                   | 臼井村                       | 臼井村                       | 昭和30年3月31日 白根町               | 白根町                       | 昭和34年6月1日 市制 白根市         | 白根市                     | 平成17年3月21日 新潟市に編入 | 新潟市 |
| 戸石新田          | 戸石新田          | 明治初年 戸石新田          | 戸石新田                 | 戸石新田                 | 臼井村                     | 臼井村                         | 臼井村                   | 臼井村                       | 臼井村                       | 昭和30年3月31日 白根町               | 白根町                       | 昭和34年6月1日 市制 白根市         | 白根市                     | 平成17年3月21日 新潟市に編入 | 新潟市 |
| 田尾村            |                   | 明治初年 戸石新田          | 戸石新田                 | 戸石新田                 | 臼井村                     | 臼井村                         | 臼井村                   | 臼井村                       | 臼井村                       | 昭和30年3月31日 白根町               | 白根町                       | 昭和34年6月1日 市制 白根市         | 白根市                     | 平成17年3月21日 新潟市に編入 | 新潟市 |
| 中山村            | 中山村            | 中山村                     | 中山村                   | 中山村                   | 臼井村                     | 臼井村                         | 臼井村                   | 臼井村                       | 臼井村                       | 昭和30年3月31日 白根町               | 白根町                       | 昭和34年6月1日 市制 白根市         | 白根市                     | 平成17年3月21日 新潟市に編入 | 新潟市 |
| 小蔵子村          | 小蔵子村          | 小蔵子村                   | 小蔵子村                 | 小蔵子村                 | 臼井村                     | 臼井村                         | 臼井村                   | 臼井村                       | 臼井村                       | 昭和30年3月31日 白根町               | 白根町                       | 昭和34年6月1日 市制 白根市         | 白根市                     | 平成17年3月21日 新潟市に編入 | 新潟市 |
| 古川村            | 古川村            | 古川村                     | 古川村                   | 古川村                   | 臼井村                     | 臼井村                         | 臼井村                   | 臼井村                       | 臼井村                       | 昭和30年3月31日 白根町               | 白根町                       | 昭和34年6月1日 市制 白根市         | 白根市                     | 平成17年3月21日 新潟市に編入 | 新潟市 |
| 大郷村            | 大郷村            | 大郷村                     | 大郷村                   | 大郷村                   | 大郷村                     | 大郷村                         | 大郷村                   | 大郷村                       | 大郷村                       | 昭和30年3月31日 白根町               | 白根町                       | 昭和34年6月1日 市制 白根市         | 白根市                     | 平成17年3月21日 新潟市に編入 | 新潟市 |
| 西酒屋村          | 西酒屋村          | 明治10年 西酒屋村          | 西酒屋村                 | 西酒屋村                 | 大郷村                     | 大郷村                         | 大郷村                   | 大郷村                       | 大郷村                       | 昭和30年3月31日 白根町               | 白根町                       | 昭和34年6月1日 市制 白根市         | 白根市                     | 平成17年3月21日 新潟市に編入 | 新潟市 |
| 獺ヶ通新田        |                   | 明治10年 西酒屋村          | 西酒屋村                 | 西酒屋村                 | 大郷村                     | 大郷村                         | 大郷村                   | 大郷村                       | 大郷村                       | 昭和30年3月31日 白根町               | 白根町                       | 昭和34年6月1日 市制 白根市         | 白根市                     | 平成17年3月21日 新潟市に編入 | 新潟市 |
| 庄助新田          |                   | 明治10年 西酒屋村          | 西酒屋村                 | 西酒屋村                 | 大郷村                     | 大郷村                         | 大郷村                   | 大郷村                       | 大郷村                       | 昭和30年3月31日 白根町               | 白根町                       | 昭和34年6月1日 市制 白根市         | 白根市                     | 平成17年3月21日 新潟市に編入 | 新潟市 |
| 犬帰新田          | 犬帰新田          | 犬帰新田                   | 犬帰新田                 | 犬帰新田                 | 大郷村                     | 大郷村                         | 大郷村                   | 大郷村                       | 大郷村                       | 昭和30年3月31日 白根町               | 白根町                       | 昭和34年6月1日 市制 白根市         | 白根市                     | 平成17年3月21日 新潟市に編入 | 新潟市 |
| 赤渋村            | 赤渋村            | 赤渋村                     | 赤渋村                   | 赤渋村                   | 大郷村                     | 大郷村                         | 大郷村                   | 大郷村                       | 大郷村                       | 昭和30年3月31日 白根町               | 白根町                       | 昭和34年6月1日 市制 白根市         | 白根市                     | 平成17年3月21日 新潟市に編入 | 新潟市 |
| 東笠巻村          | 東笠巻村          | 東笠巻村                   | 東笠巻村                 | 東笠巻村                 | 大郷村                     | 大郷村                         | 大郷村                   | 大郷村                       | 大郷村                       | 昭和30年3月31日 白根町               | 白根町                       | 昭和34年6月1日 市制 白根市         | 白根市                     | 平成17年3月21日 新潟市に編入 | 新潟市 |
| 西笠巻村          | 西笠巻村          | 西笠巻村                   | 西笠巻村                 | 西笠巻村                 | 鷲巻村                     | 鷲巻村                         | 鷲巻村                   | 鷲巻村                       | 鷲巻村                       | 昭和30年3月31日 白根町               | 白根町                       | 昭和34年6月1日 市制 白根市         | 白根市                     | 平成17年3月21日 新潟市に編入 | 新潟市 |
| 西笠巻新田        | 西笠巻新田        | 西笠巻新田                 | 西笠巻新田               | 西笠巻新田               | 鷲巻村                     | 鷲巻村                         | 鷲巻村                   | 鷲巻村                       | 鷲巻村                       | 昭和30年3月31日 白根町               | 白根町                       | 昭和34年6月1日 市制 白根市         | 白根市                     | 平成17年3月21日 新潟市に編入 | 新潟市 |
| 東笠巻新田        | 東笠巻新田        | 東笠巻新田                 | 東笠巻新田               | 明治18年 東笠巻新田      | 鷲巻村                     | 鷲巻村                         | 鷲巻村                   | 鷲巻村                       | 鷲巻村                       | 昭和30年3月31日 白根町               | 白根町                       | 昭和34年6月1日 市制 白根市         | 白根市                     | 平成17年3月21日 新潟市に編入 | 新潟市 |
| 粟蒔新田          | 粟蒔新田          | 粟蒔新田                   | 粟蒔新田                 | 明治18年 東笠巻新田      | 鷲巻村                     | 鷲巻村                         | 鷲巻村                   | 鷲巻村                       | 鷲巻村                       | 昭和30年3月31日 白根町               | 白根町                       | 昭和34年6月1日 市制 白根市         | 白根市                     | 平成17年3月21日 新潟市に編入 | 新潟市 |
| 鷲木新田          | 鷲木新田          | 鷲木新田                   | 鷲木新田                 | 鷲木新田                 | 鷲巻村                     | 鷲巻村                         | 鷲巻村                   | 鷲巻村                       | 鷲巻村                       | 昭和30年3月31日 白根町               | 白根町                       | 昭和34年6月1日 市制 白根市         | 白根市                     | 平成17年3月21日 新潟市に編入 | 新潟市 |
| 引越村            | 引越村            | 引越村                     | 引越村                   | 引越村                   | 鷲巻村                     | 鷲巻村                         | 鷲巻村                   | 鷲巻村                       | 鷲巻村                       | 昭和30年3月31日 白根町               | 白根町                       | 昭和34年6月1日 市制 白根市         | 白根市                     | 平成17年3月21日 新潟市に編入 | 新潟市 |
| 塩俵新田          | 塩俵新田          | 塩俵新田                   | 塩俵新田                 | 塩俵新田                 | 根岸村                     | 根岸村                         | 根岸村                   | 根岸村                       | 根岸村                       | 昭和30年3月31日 白根町               | 白根町                       | 昭和34年6月1日 市制 白根市         | 白根市                     | 平成17年3月21日 新潟市に編入 | 新潟市 |
| 松橋村            | 松橋村            | 松橋村                     | 松橋村                   | 松橋村                   | 根岸村                     | 根岸村                         | 根岸村                   | 根岸村                       | 根岸村                       | 昭和30年3月31日 白根町               | 白根町                       | 昭和34年6月1日 市制 白根市         | 白根市                     | 平成17年3月21日 新潟市に編入 | 新潟市 |
| 下山崎村          | 下山崎村          | 下山崎村                   | 下山崎村                 | 下山崎村                 | 根岸村                     | 根岸村                         | 根岸村                   | 根岸村                       | 根岸村                       | 昭和30年3月31日 白根町               | 白根町                       | 昭和34年6月1日 市制 白根市         | 白根市                     | 平成17年3月21日 新潟市に編入 | 新潟市 |
| 高井興野村        | 高井興野村        | 高井興野村                 | 高井興野村               | 高井興野村               | 根岸村                     | 根岸村                         | 根岸村                   | 根岸村                       | 根岸村                       | 昭和30年3月31日 白根町               | 白根町                       | 昭和34年6月1日 市制 白根市         | 白根市                     | 平成17年3月21日 新潟市に編入 | 新潟市 |
| 山崎興野村        | 山崎興野村        | 山崎興野村                 | 山崎興野村               | 山崎興野村               | 根岸村                     | 根岸村                         | 根岸村                   | 根岸村                       | 根岸村                       | 昭和30年3月31日 白根町               | 白根町                       | 昭和34年6月1日 市制 白根市         | 白根市                     | 平成17年3月21日 新潟市に編入 | 新潟市 |
| 夏保新田          | 夏保新田          | 夏保新田                   | 夏保新田                 | 夏保新田                 | 根岸村                     | 根岸村                         | 根岸村                   | 根岸村                       | 根岸村                       | 昭和30年3月31日 白根町               | 白根町                       | 昭和34年6月1日 市制 白根市         | 白根市                     | 平成17年3月21日 新潟市に編入 | 新潟市 |
| 中高井村          | 中高井村          | 中高井村                   | 中高井村                 | 中高井村                 | 根岸村                     | 根岸村                         | 根岸村                   | 根岸村                       | 根岸村                       | 昭和30年3月31日 白根町               | 白根町                       | 昭和34年6月1日 市制 白根市         | 白根市                     | 平成17年3月21日 新潟市に編入 | 新潟市 |
| 上高井村          | 上高井村          | 上高井村                   | 上高井村                 | 上高井村                 | 根岸村                     | 根岸村                         | 根岸村                   | 根岸村                       | 根岸村                       | 昭和30年3月31日 白根町               | 白根町                       | 昭和34年6月1日 市制 白根市         | 白根市                     | 平成17年3月21日 新潟市に編入 | 新潟市 |
| 田中村            | 田中村            | 田中村                     | 明治12年 改称 北田中村   | 明治12年 改称 北田中村   | 根岸村                     | 根岸村                         | 根岸村                   | 根岸村                       | 根岸村                       | 昭和30年3月31日 白根町               | 白根町                       | 昭和34年6月1日 市制 白根市         | 白根市                     | 平成17年3月21日 新潟市に編入 | 新潟市 |
| 茨曽根村          | 茨曽根村          | 明治8年 茨曽根村           | 茨曽根村                 | 茨曽根村                 | 茨曽根村                   | 茨曽根村                       | 茨曽根村                 | 茨曽根村                     | 茨曽根村                     | 昭和30年3月31日 白根町               | 白根町                       | 昭和34年6月1日 市制 白根市         | 白根市                     | 平成17年3月21日 新潟市に編入 | 新潟市 |
| 茨新村            |                   | 明治8年 茨曽根村           | 茨曽根村                 | 茨曽根村                 | 茨曽根村                   | 茨曽根村                       | 茨曽根村                 | 茨曽根村                     | 茨曽根村                     | 昭和30年3月31日 白根町               | 白根町                       | 昭和34年6月1日 市制 白根市         | 白根市                     | 平成17年3月21日 新潟市に編入 | 新潟市 |
| 下道潟上新田      |                   | 明治8年 茨曽根村           | 茨曽根村                 | 茨曽根村                 | 茨曽根村                   | 茨曽根村                       | 茨曽根村                 | 茨曽根村                     | 茨曽根村                     | 昭和30年3月31日 白根町               | 白根町                       | 昭和34年6月1日 市制 白根市         | 白根市                     | 平成17年3月21日 新潟市に編入 | 新潟市 |
| 下道潟中新田      |                   | 明治8年 茨曽根村           | 茨曽根村                 | 茨曽根村                 | 茨曽根村                   | 茨曽根村                       | 茨曽根村                 | 茨曽根村                     | 茨曽根村                     | 昭和30年3月31日 白根町               | 白根町                       | 昭和34年6月1日 市制 白根市         | 白根市                     | 平成17年3月21日 新潟市に編入 | 新潟市 |
| 東萱場村          | 東萱場村          | 東萱場村                   | 東萱場村                 | 東萱場村                 | 茨曽根村                   | 茨曽根村                       | 茨曽根村                 | 茨曽根村                     | 茨曽根村                     | 昭和30年3月31日 白根町               | 白根町                       | 昭和34年6月1日 市制 白根市         | 白根市                     | 平成17年3月21日 新潟市に編入 | 新潟市 |
| 下道潟下新田      | 下道潟下新田      | 下道潟下新田               | 下道潟下新田             | 下道潟下新田             | 茨曽根村                   | 茨曽根村                       | 茨曽根村                 | 茨曽根村                     | 茨曽根村                     | 昭和30年3月31日 白根町               | 白根町                       | 昭和34年6月1日 市制 白根市         | 白根市                     | 平成17年3月21日 新潟市に編入 | 新潟市 |
| 合子ヶ作村        | 合子ヶ作村        | 合子ヶ作村                 | 合子ヶ作村               | 合子ヶ作村               | 曽野木村                   | 曽野木村                       | 明治34年11月1日 曽野木村 | 曽野木村                     | 曽野木村                     | 昭和23年7月1日 西蒲原郡黒埼村 に編入 | 西蒲原郡黒埼村               | 昭和48年2月1日 町制 西蒲原郡黒埼町 | 西蒲原郡黒埼町             | 平成13年1月1日 新潟市に編入  | 新潟市 |
| 西楚川新田        | 一部              | 明治9年 西楚川新田         | 楚川新田                 | 楚川新田                 | 曽野木村                   | 曽野木村                       | 明治34年11月1日 曽野木村 | 曽野木村                     | 曽野木村                     | 昭和23年7月1日 西蒲原郡黒埼村 に編入 | 西蒲原郡黒埼村               | 昭和48年2月1日 町制 西蒲原郡黒埼町 | 西蒲原郡黒埼町             | 平成13年1月1日 新潟市に編入  | 新潟市 |
| 西楚川新田        | 一部              | 明治9年 西楚川新田         | 楚川新田                 | 楚川新田                 | 曽野木村                   | 曽野木村                       | 明治34年11月1日 曽野木村 | 曽野木村                     | 曽野木村                     | 曽野木村                             | 昭和32年5月3日 新潟市に編入  | 新潟市                             | 新潟市                     | 新潟市                       | 新潟市 |
| 本楚川新田        |                   | 明治9年 西楚川新田         | 楚川新田                 | 楚川新田                 | 曽野木村                   | 曽野木村                       | 明治34年11月1日 曽野木村 | 曽野木村                     | 曽野木村                     | 曽野木村                             | 昭和32年5月3日 新潟市に編入  | 新潟市                             | 新潟市                     | 新潟市                       | 新潟市 |
| 嘉喜新田          | 一部              | 明治9年 西楚川新田         | 楚川新田                 | 楚川新田                 | 曽野木村                   | 曽野木村                       | 明治34年11月1日 曽野木村 | 曽野木村                     | 曽野木村                     | 曽野木村                             | 昭和32年5月3日 新潟市に編入  | 新潟市                             | 新潟市                     | 新潟市                       | 新潟市 |
| 嘉喜新田          | 一部を除く        | 明治9年 嘉木村             | 嘉木村                   | 嘉木村                   | 曽野木村                   | 曽野木村                       | 明治34年11月1日 曽野木村 | 曽野木村                     | 曽野木村                     | 曽野木村                             | 昭和32年5月3日 新潟市に編入  | 新潟市                             | 新潟市                     | 新潟市                       | 新潟市 |
| 嘉木村            |                   | 明治9年 嘉木村             | 嘉木村                   | 嘉木村                   | 曽野木村                   | 曽野木村                       | 明治34年11月1日 曽野木村 | 曽野木村                     | 曽野木村                     | 曽野木村                             | 昭和32年5月3日 新潟市に編入  | 新潟市                             | 新潟市                     | 新潟市                       | 新潟市 |
| 楚川村            | 楚川村            | 明治10年 楚川村            | 楚川村                   | 楚川村                   | 曽野木村                   | 曽野木村                       | 明治34年11月1日 曽野木村 | 曽野木村                     | 曽野木村                     | 曽野木村                             | 昭和32年5月3日 新潟市に編入  | 新潟市                             | 新潟市                     | 新潟市                       | 新潟市 |
| 苗代新田          |                   | 明治10年 楚川村            | 楚川村                   | 楚川村                   | 曽野木村                   | 曽野木村                       | 明治34年11月1日 曽野木村 | 曽野木村                     | 曽野木村                     | 曽野木村                             | 昭和32年5月3日 新潟市に編入  | 新潟市                             | 新潟市                     | 新潟市                       | 新潟市 |
| 下新田            |                   | 明治10年 楚川村            | 楚川村                   | 楚川村                   | 曽野木村                   | 曽野木村                       | 明治34年11月1日 曽野木村 | 曽野木村                     | 曽野木村                     | 曽野木村                             | 昭和32年5月3日 新潟市に編入  | 新潟市                             | 新潟市                     | 新潟市                       | 新潟市 |
| 祖父新田          | 祖父新田          | 明治初年 改称 祖父興野     | 祖父興野                 | 祖父興野                 | 曽野木村                   | 曽野木村                       | 明治34年11月1日 曽野木村 | 曽野木村                     | 曽野木村                     | 曽野木村                             | 昭和32年5月3日 新潟市に編入  | 新潟市                             | 新潟市                     | 新潟市                       | 新潟市 |
| 久蔵興野          | 久蔵興野          | 久蔵興野                   | 久蔵興野                 | 久蔵興野                 | 曽野木村                   | 曽野木村                       | 明治34年11月1日 曽野木村 | 曽野木村                     | 曽野木村                     | 曽野木村                             | 昭和32年5月3日 新潟市に編入  | 新潟市                             | 新潟市                     | 新潟市                       | 新潟市 |
| 俵柳村            | 俵柳村            | 俵柳村                     | 俵柳村                   | 俵柳村                   | 曽野木村                   | 曽野木村                       | 明治34年11月1日 曽野木村 | 曽野木村                     | 曽野木村                     | 曽野木村                             | 昭和32年5月3日 新潟市に編入  | 新潟市                             | 新潟市                     | 新潟市                       | 新潟市 |
| 太右衛門新田      | 太右衛門新田      | 太右衛門新田               | 太右衛門新田             | 太右衛門新田             | 曽野木村                   | 曽野木村                       | 明治34年11月1日 曽野木村 | 曽野木村                     | 曽野木村                     | 曽野木村                             | 昭和32年5月3日 新潟市に編入  | 新潟市                             | 新潟市                     | 新潟市                       | 新潟市 |
| 天野新田          | 天野新田          | 天野新田                   | 天野新田                 | 天野新田                 | 曽野木村                   | 曽野木村                       | 明治34年11月1日 曽野木村 | 曽野木村                     | 曽野木村                     | 曽野木村                             | 昭和32年5月3日 新潟市に編入  | 新潟市                             | 新潟市                     | 新潟市                       | 新潟市 |
| 丸潟新田          | 一部              | 丸潟新田                   | 丸潟新田                 | 丸潟新田                 | 曽野木村                   | 曽野木村                       | 明治34年11月1日 曽野木村 | 曽野木村                     | 曽野木村                     | 曽野木村                             | 昭和32年5月3日 新潟市に編入  | 新潟市                             | 新潟市                     | 新潟市                       | 新潟市 |
| 丸潟新田          | 一部              | 丸潟新田                   | 丸潟新田                 | 丸潟新田                 | 山潟村                     | 山潟村                         | 明治34年11月1日 曽野木村 | 曽野木村                     | 曽野木村                     | 曽野木村                             | 昭和32年5月3日 新潟市に編入  | 新潟市                             | 新潟市                     | 新潟市                       | 新潟市 |
| 鍋潟新田          | 鍋潟新田          | 鍋潟新田                   | 鍋潟新田                 | 鍋潟新田                 | 山潟村                     | 山潟村                         | 明治34年11月1日 曽野木村 | 曽野木村                     | 曽野木村                     | 曽野木村                             | 昭和32年5月3日 新潟市に編入  | 新潟市                             | 新潟市                     | 新潟市                       | 新潟市 |
| 鍋潟新田          | 鍋潟新田          | 明治8年 分立 姥ヶ山新田    | 姥ヶ山新田               | 姥ヶ山新田               | 山潟村                     | 山潟村                         | 明治34年11月1日 石山村   | 石山村                       | 昭和18年12月8日 新潟市に編入 | 新潟市                               | 新潟市                       | 新潟市                             | 新潟市                     | 新潟市                       | 新潟市 |
| 長潟新田          | 長潟新田          | 長潟新田                   | 長潟新田                 | 長潟新田                 | 山潟村                     | 山潟村                         | 明治34年11月1日 石山村   | 石山村                       | 昭和18年12月8日 新潟市に編入 | 新潟市                               | 新潟市                       | 新潟市                             | 新潟市                     | 新潟市                       | 新潟市 |
| 石山新田          | 石山新田          | 時期不明 分立 西山二ツ新田 | 西山二ツ新田             | 西山二ツ新田             | 山潟村                     | 山潟村                         | 明治34年11月1日 石山村   | 石山村                       | 昭和18年12月8日 新潟市に編入 | 新潟市                               | 新潟市                       | 新潟市                             | 新潟市                     | 新潟市                       | 新潟市 |
| 石山新田          | 石山新田          | 石山新田                   | 石山新田                 | 石山新田                 | 石山村                     | 石山村                         | 明治34年11月1日 石山村   | 石山村                       | 昭和18年12月8日 新潟市に編入 | 新潟市                               | 新潟市                       | 新潟市                             | 新潟市                     | 新潟市                       | 新潟市 |
| 中島新田          | 中島新田          | 中島新田                   | 中島新田                 | 中島新田                 | 石山村                     | 石山村                         | 明治34年11月1日 石山村   | 石山村                       | 昭和18年12月8日 新潟市に編入 | 新潟市                               | 新潟市                       | 新潟市                             | 新潟市                     | 新潟市                       | 新潟市 |
| 児池新田          | 児池新田          | 児池新田                   | 児池新田                 | 児池新田                 | 石山村                     | 石山村                         | 明治34年11月1日 石山村   | 石山村                       | 昭和18年12月8日 新潟市に編入 | 新潟市                               | 新潟市                       | 新潟市                             | 新潟市                     | 新潟市                       | 新潟市 |
| 猿ヶ馬場新田      | 猿ヶ馬場新田      | 猿ヶ馬場新田               | 猿ヶ馬場新田             | 猿ヶ馬場新田             | 石山村                     | 石山村                         | 明治34年11月1日 石山村   | 石山村                       | 昭和18年12月8日 新潟市に編入 | 新潟市                               | 新潟市                       | 新潟市                             | 新潟市                     | 新潟市                       | 新潟市 |
| 下場新田          | 下場新田          | 下場新田                   | 下場新田                 | 下場新田                 | 石山村                     | 石山村                         | 明治34年11月1日 石山村   | 石山村                       | 昭和18年12月8日 新潟市に編入 | 新潟市                               | 新潟市                       | 新潟市                             | 新潟市                     | 新潟市                       | 新潟市 |
| 中野山新田        | 中野山新田        | 中野山新田                 | 中野山新田               | 中野山新田               | 石山村                     | 石山村                         | 明治34年11月1日 石山村   | 石山村                       | 昭和18年12月8日 新潟市に編入 | 新潟市                               | 新潟市                       | 新潟市                             | 新潟市                     | 新潟市                       | 新潟市 |
| 粟山新田          | 粟山新田          | 粟山新田                   | 粟山新田                 | 粟山新田                 | 石山村                     | 石山村                         | 明治34年11月1日 石山村   | 石山村                       | 昭和18年12月8日 新潟市に編入 | 新潟市                               | 新潟市                       | 新潟市                             | 新潟市                     | 新潟市                       | 新潟市 |
| 上木戸村          | 上木戸村          | 上木戸村                   | 上木戸村                 | 上木戸村                 | 木戸村                     | 木戸村                         | 明治34年11月1日 石山村   | 石山村                       | 昭和18年12月8日 新潟市に編入 | 新潟市                               | 新潟市                       | 新潟市                             | 新潟市                     | 新潟市                       | 新潟市 |
| 牡丹山新田        | 牡丹山新田        | 牡丹山新田                 | 牡丹山新田               | 牡丹山新田               | 木戸村                     | 木戸村                         | 明治34年11月1日 石山村   | 石山村                       | 昭和18年12月8日 新潟市に編入 | 新潟市                               | 新潟市                       | 新潟市                             | 新潟市                     | 新潟市                       | 新潟市 |
| 中山新田          | 中山新田          | 中山新田                   | 中山新田                 | 中山新田                 | 木戸村                     | 木戸村                         | 明治34年11月1日 石山村   | 石山村                       | 昭和18年12月8日 新潟市に編入 | 新潟市                               | 新潟市                       | 新潟市                             | 新潟市                     | 新潟市                       | 新潟市 |
| 竹尾新田          | 竹尾新田          | 竹尾新田                   | 竹尾新田                 | 竹尾新田                 | 木戸村                     | 木戸村                         | 明治34年11月1日 石山村   | 石山村                       | 昭和18年12月8日 新潟市に編入 | 新潟市                               | 新潟市                       | 新潟市                             | 新潟市                     | 新潟市                       | 新潟市 |
| 紫竹新田          | 紫竹新田          | 紫竹新田                   | 紫竹新田                 | 紫竹新田                 | 木戸村                     | 木戸村                         | 明治34年11月1日 石山村   | 石山村                       | 昭和18年12月8日 新潟市に編入 | 新潟市                               | 新潟市                       | 新潟市                             | 新潟市                     | 新潟市                       | 新潟市 |
| 鴉俣村            | 鴉俣村            | 明治10年 鴉俣村            | 鴉俣村                   | 鴉俣村                   | 木戸村                     | 木戸村                         | 明治34年11月1日 石山村   | 石山村                       | 昭和18年12月8日 新潟市に編入 | 新潟市                               | 新潟市                       | 新潟市                             | 新潟市                     | 新潟市                       | 新潟市 |
| 鴉俣新田          |                   | 明治10年 鴉俣村            | 鴉俣村                   | 鴉俣村                   | 木戸村                     | 木戸村                         | 明治34年11月1日 石山村   | 石山村                       | 昭和18年12月8日 新潟市に編入 | 新潟市                               | 新潟市                       | 新潟市                             | 新潟市                     | 新潟市                       | 新潟市 |
| 下木戸村          | 下木戸村          | 明治10年 下木戸村          | 下木戸村                 | 下木戸村                 | 木戸村                     | 木戸村                         | 明治34年11月1日 石山村   | 石山村                       | 昭和18年12月8日 新潟市に編入 | 新潟市                               | 新潟市                       | 新潟市                             | 新潟市                     | 新潟市                       | 新潟市 |
| 中村新田          |                   | 明治10年 下木戸村          | 下木戸村                 | 下木戸村                 | 木戸村                     | 木戸村                         | 明治34年11月1日 石山村   | 石山村                       | 昭和18年12月8日 新潟市に編入 | 新潟市                               | 新潟市                       | 新潟市                             | 新潟市                     | 新潟市                       | 新潟市 |
| 榎新田            | 榎新田            | 榎新田                     | 榎新田                   | 榎新田                   | 木戸村                     | 木戸村                         | 明治34年11月1日 石山村   | 石山村                       | 昭和18年12月8日 新潟市に編入 | 新潟市                               | 新潟市                       | 新潟市                             | 新潟市                     | 新潟市                       | 新潟市 |
| 馬越新田          | 馬越新田          | 明治10年 馬越新田          | 馬越新田                 | 馬越新田                 | 木戸村                     | 木戸村                         | 明治34年11月1日 石山村   | 大正8年 新潟市に編入         | 新潟市                       | 新潟市                               | 新潟市                       | 新潟市                             | 新潟市                     | 新潟市                       | 新潟市 |
| 笹淵新田          |                   | 明治10年 馬越新田          | 馬越新田                 | 馬越新田                 | 木戸村                     | 木戸村                         | 明治34年11月1日 石山村   | 大正8年 新潟市に編入         | 新潟市                       | 新潟市                               | 新潟市                       | 新潟市                             | 新潟市                     | 新潟市                       | 新潟市 |
| 沼垂町村          | 沼垂町村          | 沼垂町村                   | 沼垂町村                 | 沼垂町村                 | 沼垂町                     | 沼垂町                         | 沼垂町                   | 大正3年4月1日 新潟市に編入   | 新潟市                       | 新潟市                               | 新潟市                       | 新潟市                             | 新潟市                     | 新潟市                       | 新潟市 |
| 蒲原村            | 蒲原村            | 蒲原村                     | 蒲原村                   | 蒲原村                   | 沼垂町                     | 沼垂町                         | 沼垂町                   | 大正3年4月1日 新潟市に編入   | 新潟市                       | 新潟市                               | 新潟市                       | 新潟市                             | 新潟市                     | 新潟市                       | 新潟市 |
| 長嶺新田          | 長嶺新田          | 長嶺新田                   | 長嶺新田                 | 長嶺新田                 | 沼垂町                     | 沼垂町                         | 沼垂町                   | 大正3年4月1日 新潟市に編入   | 新潟市                       | 新潟市                               | 新潟市                       | 新潟市                             | 新潟市                     | 新潟市                       | 新潟市 |
| 流作場新田        | 流作場新田        | 流作場新田                 | 流作場新田               | 流作場新田               | 沼垂町                     | 沼垂町                         | 沼垂町                   | 大正3年4月1日 新潟市に編入   | 新潟市                       | 新潟市                               | 新潟市                       | 新潟市                             | 新潟市                     | 新潟市                       | 新潟市 |
| 山下新田          | 山下新田          | 山下新田                   | 山下新田                 | 山下新田                 | 松島村                     | 明治31年2月4日 沼垂町に編入    | 沼垂町                   | 大正3年4月1日 新潟市に編入   | 新潟市                       | 新潟市                               | 新潟市                       | 新潟市                             | 新潟市                     | 新潟市                       | 新潟市 |
| 津島屋村          | 津島屋村          | 津島屋村                   | 津島屋村                 | 津島屋村                 | 松島村                     | 明治31年2月4日 分立 新松島村   | 明治34年11月1日 大形村   | 大形村                       | 昭和18年6月1日 新潟市に編入  | 新潟市                               | 新潟市                       | 新潟市                             | 新潟市                     | 新潟市                       | 新潟市 |
| 松崎村            | 松崎村            | 松崎村                     | 松崎村                   | 松崎村                   | 松島村                     | 明治31年2月4日 分立 新松島村   | 明治34年11月1日 大形村   | 大形村                       | 昭和18年6月1日 新潟市に編入  | 新潟市                               | 新潟市                       | 新潟市                             | 新潟市                     | 新潟市                       | 新潟市 |
| 河渡新田          | 河渡新田          | 河渡新田                   | 河渡新田                 | 河渡新田                 | 松島村                     | 明治31年2月4日 分立 新松島村   | 明治34年11月1日 大形村   | 大形村                       | 昭和18年6月1日 新潟市に編入  | 新潟市                               | 新潟市                       | 新潟市                             | 新潟市                     | 新潟市                       | 新潟市 |
| 海老ヶ瀬村        | 海老ヶ瀬村        | 明治10年 海老ヶ瀬村        | 海老ヶ瀬村               | 海老ヶ瀬村               | 松島村                     | 明治31年2月4日 分立 三箇村     | 明治34年11月1日 大形村   | 大形村                       | 昭和18年6月1日 新潟市に編入  | 新潟市                               | 新潟市                       | 新潟市                             | 新潟市                     | 新潟市                       | 新潟市 |
| 海老ヶ瀬新田      |                   | 明治10年 海老ヶ瀬村        | 海老ヶ瀬村               | 海老ヶ瀬村               | 松島村                     | 明治31年2月4日 分立 三箇村     | 明治34年11月1日 大形村   | 大形村                       | 昭和18年6月1日 新潟市に編入  | 新潟市                               | 新潟市                       | 新潟市                             | 新潟市                     | 新潟市                       | 新潟市 |
| 寺山新田          | 寺山新田          | 明治10年 寺山新田          | 寺山新田                 | 寺山新田                 | 松島村                     | 明治31年2月4日 分立 三箇村     | 明治34年11月1日 大形村   | 大形村                       | 昭和18年6月1日 新潟市に編入  | 新潟市                               | 新潟市                       | 新潟市                             | 新潟市                     | 新潟市                       | 新潟市 |
| 石仏新田          |                   | 明治10年 寺山新田          | 寺山新田                 | 寺山新田                 | 松島村                     | 明治31年2月4日 分立 三箇村     | 明治34年11月1日 大形村   | 大形村                       | 昭和18年6月1日 新潟市に編入  | 新潟市                               | 新潟市                       | 新潟市                             | 新潟市                     | 新潟市                       | 新潟市 |
| 逢谷内新田        | 逢谷内新田        | 逢谷内新田                 | 逢谷内新田               | 逢谷内新田               | 松島村                     | 明治31年2月4日 分立 三箇村     | 明治34年11月1日 大形村   | 大形村                       | 昭和18年6月1日 新潟市に編入  | 新潟市                               | 新潟市                       | 新潟市                             | 新潟市                     | 新潟市                       | 新潟市 |
| 一日市村          | 一日市村          | 一日市村                   | 一日市村                 | 一日市村                 | 日本岡村                   | 日本岡村                       | 明治34年11月1日 大形村   | 大形村                       | 昭和18年6月1日 新潟市に編入  | 新潟市                               | 新潟市                       | 新潟市                             | 新潟市                     | 新潟市                       | 新潟市 |
| 中興野            | 中興野            | 中興野                     | 中興野                   | 中興野                   | 日本岡村                   | 日本岡村                       | 明治34年11月1日 大形村   | 大形村                       | 昭和18年6月1日 新潟市に編入  | 新潟市                               | 新潟市                       | 新潟市                             | 新潟市                     | 新潟市                       | 新潟市 |
| 本所村            | 本所村            | 本所村                     | 本所村                   | 本所村                   | 日本岡村                   | 日本岡村                       | 明治34年11月1日 大形村   | 大形村                       | 昭和18年6月1日 新潟市に編入  | 新潟市                               | 新潟市                       | 新潟市                             | 新潟市                     | 新潟市                       | 新潟市 |
| 石動新田          | 石動新田          | 石動新田                   | 石動新田                 | 石動新田                 | 日本岡村                   | 日本岡村                       | 明治34年11月1日 大形村   | 大形村                       | 昭和18年6月1日 新潟市に編入  | 新潟市                               | 新潟市                       | 新潟市                             | 新潟市                     | 新潟市                       | 新潟市 |
| 岡山村            | 岡山村            | 岡山村                     | 岡山村                   | 岡山村                   | 日本岡村                   | 日本岡村                       | 明治34年11月1日 大形村   | 大形村                       | 昭和18年6月1日 新潟市に編入  | 新潟市                               | 新潟市                       | 新潟市                             | 新潟市                     | 新潟市                       | 新潟市 |
| 女池新田          | 女池新田          | 女池新田                   | 女池新田                 | 女池新田                 | 女池村                     | 女池村                         | 明治34年11月1日 鳥屋野村 | 鳥屋野村                     | 昭和18年12月8日 新潟市に編入 | 新潟市                               | 新潟市                       | 新潟市                             | 新潟市                     | 新潟市                       | 新潟市 |
| 笹口新田          | 笹口新田          | 笹口新田                   | 笹口新田                 | 笹口新田                 | 女池村                     | 女池村                         | 明治34年11月1日 鳥屋野村 | 鳥屋野村                     | 昭和18年12月8日 新潟市に編入 | 新潟市                               | 新潟市                       | 新潟市                             | 新潟市                     | 新潟市                       | 新潟市 |
| 米山新田          | 米山新田          | 米山新田                   | 米山新田                 | 米山新田                 | 女池村                     | 女池村                         | 明治34年11月1日 鳥屋野村 | 鳥屋野村                     | 昭和18年12月8日 新潟市に編入 | 新潟市                               | 新潟市                       | 新潟市                             | 新潟市                     | 新潟市                       | 新潟市 |
| 紫竹山新田        | 紫竹山新田        | 紫竹山新田                 | 紫竹山新田               | 紫竹山新田               | 女池村                     | 女池村                         | 明治34年11月1日 鳥屋野村 | 鳥屋野村                     | 昭和18年12月8日 新潟市に編入 | 新潟市                               | 新潟市                       | 新潟市                             | 新潟市                     | 新潟市                       | 新潟市 |
| 神道寺新田        | 神道寺新田        | 神道寺新田                 | 神道寺新田               | 神道寺新田               | 女池村                     | 女池村                         | 明治34年11月1日 鳥屋野村 | 鳥屋野村                     | 昭和18年12月8日 新潟市に編入 | 新潟市                               | 新潟市                       | 新潟市                             | 新潟市                     | 新潟市                       | 新潟市 |
| 小張ノ木新田      | 小張ノ木新田      | 小張ノ木新田               | 小張ノ木新田             | 小張ノ木新田             | 女池村                     | 女池村                         | 明治34年11月1日 鳥屋野村 | 鳥屋野村                     | 昭和18年12月8日 新潟市に編入 | 新潟市                               | 新潟市                       | 新潟市                             | 新潟市                     | 新潟市                       | 新潟市 |
| 近江新田          | 近江新田          | 明治10年 分立 堀之内新田   | 堀之内新田               | 堀之内新田               | 女池村                     | 女池村                         | 明治34年11月1日 鳥屋野村 | 鳥屋野村                     | 昭和18年12月8日 新潟市に編入 | 新潟市                               | 新潟市                       | 新潟市                             | 新潟市                     | 新潟市                       | 新潟市 |
| 近江新田          | 近江新田          | 近江新田                   | 近江新田                 | 近江新田                 | 鳥屋王村                   | 明治23年12月17日 改称 鳥屋野村 | 明治34年11月1日 鳥屋野村 | 鳥屋野村                     | 昭和18年12月8日 新潟市に編入 | 新潟市                               | 新潟市                       | 新潟市                             | 新潟市                     | 新潟市                       | 新潟市 |
| 上所島新田        | 上所島新田        | 明治9年 分立 下所島新田    | 下所島新田               | 下所島新田               | 鳥屋王村                   | 明治23年12月17日 改称 鳥屋野村 | 明治34年11月1日 鳥屋野村 | 鳥屋野村                     | 昭和18年12月8日 新潟市に編入 | 新潟市                               | 新潟市                       | 新潟市                             | 新潟市                     | 新潟市                       | 新潟市 |
| 上所島新田        | 上所島新田        | 上所島新田                 | 上所島新田               | 上所島新田               | 鳥屋王村                   | 明治23年12月17日 改称 鳥屋野村 | 明治34年11月1日 鳥屋野村 | 鳥屋野村                     | 昭和18年12月8日 新潟市に編入 | 新潟市                               | 新潟市                       | 新潟市                             | 新潟市                     | 新潟市                       | 新潟市 |
| 久蔵興野 （一部） | 久蔵興野 （一部） | 明治9年 分立 網川原新田    | 網川原新田               | 網川原新田               | 鳥屋王村                   | 明治23年12月17日 改称 鳥屋野村 | 明治34年11月1日 鳥屋野村 | 鳥屋野村                     | 昭和18年12月8日 新潟市に編入 | 新潟市                               | 新潟市                       | 新潟市                             | 新潟市                     | 新潟市                       | 新潟市 |
| 久蔵興野 （一部） | 久蔵興野 （一部） | 明治9年 分立 大島新田      | 大島新田                 | 大島新田                 | 鳥屋王村                   | 明治23年12月17日 改称 鳥屋野村 | 明治34年11月1日 鳥屋野村 | 鳥屋野村                     | 昭和18年12月8日 新潟市に編入 | 新潟市                               | 新潟市                       | 新潟市                             | 新潟市                     | 新潟市                       | 新潟市 |
| 天神尾新田        | 天神尾新田        | 天神尾新田                 | 天神尾新田               | 天神尾新田               | 鳥屋王村                   | 明治23年12月17日 改称 鳥屋野村 | 明治34年11月1日 鳥屋野村 | 鳥屋野村                     | 昭和18年12月8日 新潟市に編入 | 新潟市                               | 新潟市                       | 新潟市                             | 新潟市                     | 新潟市                       | 新潟市 |
| 鳥屋野村          | 鳥屋野村          | 鳥屋野村                   | 鳥屋野村                 | 鳥屋野村                 | 鳥屋王村                   | 明治23年12月17日 改称 鳥屋野村 | 明治34年11月1日 鳥屋野村 | 鳥屋野村                     | 昭和18年12月8日 新潟市に編入 | 新潟市                               | 新潟市                       | 新潟市                             | 新潟市                     | 新潟市                       | 新潟市 |
| 親松新田          | 親松新田          | 親松新田                   | 親松新田                 | 親松新田                 | 鳥屋王村                   | 明治23年12月17日 改称 鳥屋野村 | 明治34年11月1日 鳥屋野村 | 鳥屋野村                     | 昭和18年12月8日 新潟市に編入 | 新潟市                               | 新潟市                       | 新潟市                             | 新潟市                     | 新潟市                       | 新潟市 |
| 出来島新田        | 一部を除く        | 出来島新田                 | 出来島新田               | 出来島新田               | 鳥屋王村                   | 明治23年12月17日 改称 鳥屋野村 | 明治34年11月1日 鳥屋野村 | 鳥屋野村                     | 昭和18年12月8日 新潟市に編入 | 新潟市                               | 新潟市                       | 新潟市                             | 新潟市                     | 新潟市                       | 新潟市 |
| 出来島新田        | 一部              | 出来島新田                 | 出来島新田               | 明治20年 新潟区に合併    | 新潟市                     | 新潟市                         | 新潟市                   | 新潟市                       | 新潟市                       | 新潟市                               | 新潟市                       | 新潟市                             | 新潟市                     | 新潟市                       | 新潟市 |
| 北山新田          | 北山新田          | 北山新田                   | 北山新田                 | 北山新田                 | 山通村                     | 山通村                         | 明治34年11月1日 大江山村 | 大江山村                     | 大江山村                     | 大江山村                             | 昭和32年5月3日 新潟市に編入  | 新潟市                             | 新潟市                     | 新潟市                       | 新潟市 |
| 丸山新田          | 丸山新田          | 丸山新田                   | 丸山新田                 | 丸山新田                 | 山通村                     | 山通村                         | 明治34年11月1日 大江山村 | 大江山村                     | 大江山村                     | 大江山村                             | 昭和32年5月3日 新潟市に編入  | 新潟市                             | 新潟市                     | 新潟市                       | 新潟市 |
| 茗荷谷新田        | 茗荷谷新田        | 明治10年 茗荷谷新田        | 茗荷谷新田               | 茗荷谷新田               | 山通村                     | 山通村                         | 明治34年11月1日 大江山村 | 大江山村                     | 大江山村                     | 大江山村                             | 昭和32年5月3日 新潟市に編入  | 新潟市                             | 新潟市                     | 新潟市                       | 新潟市 |
| 江崎新田          |                   | 明治10年 茗荷谷新田        | 茗荷谷新田               | 茗荷谷新田               | 山通村                     | 山通村                         | 明治34年11月1日 大江山村 | 大江山村                     | 大江山村                     | 大江山村                             | 昭和32年5月3日 新潟市に編入  | 新潟市                             | 新潟市                     | 新潟市                       | 新潟市 |
| 西山新田          | 西山新田          | 明治10年 西山新田          | 西山新田                 | 西山新田                 | 山通村                     | 山通村                         | 明治34年11月1日 大江山村 | 大江山村                     | 大江山村                     | 大江山村                             | 昭和32年5月3日 新潟市に編入  | 新潟市                             | 新潟市                     | 新潟市                       | 新潟市 |
| 金鉢山新田        |                   | 明治10年 西山新田          | 西山新田                 | 西山新田                 | 山通村                     | 山通村                         | 明治34年11月1日 大江山村 | 大江山村                     | 大江山村                     | 大江山村                             | 昭和32年5月3日 新潟市に編入  | 新潟市                             | 新潟市                     | 新潟市                       | 新潟市 |
| 松山村            | 松山村            | 松山村                     | 松山村                   | 松山村                   | 山岡村                     | 山岡村                         | 明治34年11月1日 大江山村 | 大江山村                     | 大江山村                     | 大江山村                             | 昭和32年5月3日 新潟市に編入  | 新潟市                             | 新潟市                     | 新潟市                       | 新潟市 |
| 直り山村          | 直り山村          | 直り山村                   | 直り山村                 | 直り山村                 | 山岡村                     | 山岡村                         | 明治34年11月1日 大江山村 | 大江山村                     | 大江山村                     | 大江山村                             | 昭和32年5月3日 新潟市に編入  | 新潟市                             | 新潟市                     | 新潟市                       | 新潟市 |
| 笹山村            | 笹山村            | 笹山村                     | 笹山村                   | 笹山村                   | 山岡村                     | 山岡村                         | 明治34年11月1日 大江山村 | 大江山村                     | 大江山村                     | 大江山村                             | 昭和32年5月3日 新潟市に編入  | 新潟市                             | 新潟市                     | 新潟市                       | 新潟市 |
| 蔵岡村            | 蔵岡村            | 蔵岡村                     | 蔵岡村                   | 蔵岡村                   | 山岡村                     | 山岡村                         | 明治34年11月1日 大江山村 | 大江山村                     | 大江山村                     | 大江山村                             | 昭和32年5月3日 新潟市に編入  | 新潟市                             | 新潟市                     | 新潟市                       | 新潟市 |
| 細山村            | 細山村            | 細山村                     | 細山村                   | 細山村                   | 山岡村                     | 山岡村                         | 明治34年11月1日 大江山村 | 大江山村                     | 大江山村                     | 大江山村                             | 昭和32年5月3日 新潟市に編入  | 新潟市                             | 新潟市                     | 新潟市                       | 新潟市 |
| 大淵村            | 大淵村            | 大淵村                     | 大淵村                   | 大淵村                   | 大淵村                     | 大淵村                         | 明治34年11月1日 大江山村 | 大江山村                     | 大江山村                     | 大江山村                             | 昭和32年5月3日 新潟市に編入  | 新潟市                             | 新潟市                     | 新潟市                       | 新潟市 |
| 西野新田          | 西野新田          | 西野新田                   | 西野新田                 | 西野新田                 | 大淵村                     | 大淵村                         | 明治34年11月1日 大江山村 | 大江山村                     | 大江山村                     | 大江山村                             | 昭和32年5月3日 新潟市に編入  | 新潟市                             | 新潟市                     | 新潟市                       | 新潟市 |
| 江口村            | 江口村            | 江口村                     | 江口村                   | 江口村                   | 江口村                     | 江口村                         | 明治34年11月1日 大江山村 | 大江山村                     | 大江山村                     | 大江山村                             | 昭和32年5月3日 新潟市に編入  | 新潟市                             | 新潟市                     | 新潟市                       | 新潟市 |
| 割野村            | 割野村            | 割野村                     | 割野村                   | 割野村                   | 割野村                     | 割野村                         | 明治34年11月1日 両川村   | 両川村                       | 両川村                       | 両川村                               | 昭和32年5月3日 新潟市に編入  | 新潟市                             | 新潟市                     | 新潟市                       | 新潟市 |
| 酒屋村            | 酒屋村            | 酒屋村                     | 酒屋村                   | 酒屋村                   | 酒屋村                     | 酒屋村                         | 明治34年11月1日 両川村   | 両川村                       | 両川村                       | 両川村                               | 昭和32年5月3日 新潟市に編入  | 新潟市                             | 新潟市                     | 新潟市                       | 新潟市 |
| 舞潟村            | 舞潟村            | 舞潟村                     | 舞潟村                   | 舞潟村                   | 和舞村                     | 和舞村                         | 明治34年11月1日 両川村   | 両川村                       | 両川村                       | 両川村                               | 昭和32年5月3日 新潟市に編入  | 新潟市                             | 新潟市                     | 新潟市                       | 新潟市 |
| 平賀村            | 平賀村            | 平賀村                     | 平賀村                   | 平賀村                   | 和舞村                     | 和舞村                         | 明治34年11月1日 両川村   | 両川村                       | 両川村                       | 両川村                               | 昭和32年5月3日 新潟市に編入  | 新潟市                             | 新潟市                     | 新潟市                       | 新潟市 |
| 花ノ牧村          | 花ノ牧村          | 花ノ牧村                   | 花ノ牧村                 | 花ノ牧村                 | 和舞村                     | 和舞村                         | 明治34年11月1日 両川村   | 両川村                       | 両川村                       | 両川村                               | 昭和32年5月3日 新潟市に編入  | 新潟市                             | 新潟市                     | 新潟市                       | 新潟市 |
| 上和田村          | 上和田村          | 上和田村                   | 上和田村                 | 上和田村                 | 和舞村                     | 和舞村                         | 明治34年11月1日 両川村   | 両川村                       | 両川村                       | 両川村                               | 昭和32年5月3日 新潟市に編入  | 新潟市                             | 新潟市                     | 新潟市                       | 新潟市 |
| 下和田村          | 下和田村          | 明治8年 和田村             | 和田村                   | 和田村                   | 和舞村                     | 和舞村                         | 明治34年11月1日 両川村   | 両川村                       | 両川村                       | 両川村                               | 昭和32年5月3日 新潟市に編入  | 新潟市                             | 新潟市                     | 新潟市                       | 新潟市 |
| 庚村              |                   | 明治8年 和田村             | 和田村                   | 和田村                   | 和舞村                     | 和舞村                         | 明治34年11月1日 両川村   | 両川村                       | 両川村                       | 両川村                               | 昭和32年5月3日 新潟市に編入  | 新潟市                             | 新潟市                     | 新潟市                       | 新潟市 |
| 嘉瀬村            | 嘉瀬村            | 明治10年 嘉瀬村            | 嘉瀬村                   | 嘉瀬村                   | 嘉瀬村                     | 嘉瀬村                         | 明治34年11月1日 両川村   | 両川村                       | 両川村                       | 両川村                               | 昭和32年5月3日 新潟市に編入  | 新潟市                             | 新潟市                     | 新潟市                       | 新潟市 |
| 中谷内村          |                   | 明治10年 嘉瀬村            | 嘉瀬村                   | 嘉瀬村                   | 嘉瀬村                     | 嘉瀬村                         | 明治34年11月1日 両川村   | 両川村                       | 両川村                       | 両川村                               | 昭和32年5月3日 新潟市に編入  | 新潟市                             | 新潟市                     | 新潟市                       | 新潟市 |
| 横越村            | 横越村            | 横越村                     | 横越村                   | 横越村                   | 横越村                     | 横越村                         | 明治34年11月1日 横越村   | 横越村                       | 横越村                       | 横越村                               | 横越村                       | 横越村                             | 平成8年11月1日 町制 横越町 | 平成17年3月21日 新潟市に編入 | 新潟市 |
| 沢海村            | 沢海村            | 沢海村                     | 沢海村                   | 沢海村                   | 沢海村                     | 沢海村                         | 明治34年11月1日 横越村   | 横越村                       | 横越村                       | 横越村                               | 横越村                       | 横越村                             | 平成8年11月1日 町制 横越町 | 平成17年3月21日 新潟市に編入 | 新潟市 |
| 小杉村            | 小杉村            | 小杉村                     | 小杉村                   | 小杉村                   | 小杉村                     | 小杉村                         | 明治34年11月1日 横越村   | 横越村                       | 横越村                       | 横越村                               | 横越村                       | 横越村                             | 平成8年11月1日 町制 横越町 | 平成17年3月21日 新潟市に編入 | 新潟市 |
| 下木津村          | 下木津村          | 明治10年 木津村            | 木津村                   | 木津村                   | 木津村                     | 木津村                         | 明治34年11月1日 横越村   | 横越村                       | 横越村                       | 横越村                               | 横越村                       | 横越村                             | 平成8年11月1日 町制 横越町 | 平成17年3月21日 新潟市に編入 | 新潟市 |
| 中木津村          |                   | 明治10年 木津村            | 木津村                   | 木津村                   | 木津村                     | 木津村                         | 明治34年11月1日 横越村   | 横越村                       | 横越村                       | 横越村                               | 横越村                       | 横越村                             | 平成8年11月1日 町制 横越町 | 平成17年3月21日 新潟市に編入 | 新潟市 |
| 上木津村          |                   | 明治10年 木津村            | 木津村                   | 木津村                   | 木津村                     | 木津村                         | 明治34年11月1日 横越村   | 横越村                       | 横越村                       | 横越村                               | 横越村                       | 横越村                             | 平成8年11月1日 町制 横越町 | 平成17年3月21日 新潟市に編入 | 新潟市 |
| 二本木村          | 二本木村          | 明治10年 二本木村          | 二本木村                 | 二本木村                 | 二本木村                   | 二本木村                       | 明治34年11月1日 横越村   | 横越村                       | 横越村                       | 横越村                               | 横越村                       | 横越村                             | 平成8年11月1日 町制 横越町 | 平成17年3月21日 新潟市に編入 | 新潟市 |
| 虫見堂新田        |                   | 明治10年 二本木村          | 二本木村                 | 二本木村                 | 二本木村                   | 二本木村                       | 明治34年11月1日 横越村   | 横越村                       | 横越村                       | 横越村                               | 横越村                       | 横越村                             | 平成8年11月1日 町制 横越町 | 平成17年3月21日 新潟市に編入 | 新潟市 |
| 浦新田            |                   | 明治10年 二本木村          | 二本木村                 | 二本木村                 | 二本木村                   | 二本木村                       | 明治34年11月1日 横越村   | 横越村                       | 横越村                       | 横越村                               | 横越村                       | 横越村                             | 平成8年11月1日 町制 横越町 | 平成17年3月21日 新潟市に編入 | 新潟市 |
| 亀田町            | 亀田町            | 明治10年 亀田町            | 亀田町                   | 亀田町                   | 亀田町                     | 亀田町                         | 明治34年11月1日 亀田町   | 大正14年7月1日 亀田町        | 亀田町                       | 亀田町                               | 亀田町                       | 亀田町                             | 亀田町                     | 平成17年3月21日 新潟市に編入 | 新潟市 |
| 高山新田          |                   | 明治10年 亀田町            | 亀田町                   | 亀田町                   | 亀田町                     | 亀田町                         | 明治34年11月1日 亀田町   | 大正14年7月1日 亀田町        | 亀田町                       | 亀田町                               | 亀田町                       | 亀田町                             | 亀田町                     | 平成17年3月21日 新潟市に編入 | 新潟市 |
| 船戸山新田        | 船戸山新田        | 船戸山新田                 | 船戸山新田               | 船戸山新田               | 亀田町                     | 亀田町                         | 明治34年11月1日 亀田町   | 大正14年7月1日 亀田町        | 亀田町                       | 亀田町                               | 亀田町                       | 亀田町                             | 亀田町                     | 平成17年3月21日 新潟市に編入 | 新潟市 |
| 荻曽根新田        | 荻曽根新田        | 荻曽根新田                 | 荻曽根新田               | 荻曽根新田               | 亀田町                     | 亀田町                         | 明治34年11月1日 亀田町   | 大正14年7月1日 亀田町        | 亀田町                       | 亀田町                               | 亀田町                       | 亀田町                             | 亀田町                     | 平成17年3月21日 新潟市に編入 | 新潟市 |
| 貝塚新田          | 貝塚新田          | 貝塚新田                   | 貝塚新田                 | 貝塚新田                 | 亀田町                     | 亀田町                         | 明治34年11月1日 亀田町   | 大正14年7月1日 亀田町        | 亀田町                       | 亀田町                               | 亀田町                       | 亀田町                             | 亀田町                     | 平成17年3月21日 新潟市に編入 | 新潟市 |
| 砂崩新田          | 砂崩新田          | 砂崩新田                   | 砂崩新田                 | 砂崩新田                 | 袋津村                     | 袋津村                         | 明治34年11月1日 亀田町   | 大正14年7月1日 亀田町        | 亀田町                       | 亀田町                               | 亀田町                       | 亀田町                             | 亀田町                     | 平成17年3月21日 新潟市に編入 | 新潟市 |
| 横越村            | 横越村            | 横越村                     | 横越村                   | 明治16年 改称 袋津村     | 袋津村                     | 袋津村                         | 明治34年11月1日 亀田町   | 大正14年7月1日 亀田町        | 亀田町                       | 亀田町                               | 亀田町                       | 亀田町                             | 亀田町                     | 平成17年3月21日 新潟市に編入 | 新潟市 |
| 横越村            | 横越村            | 横越村                     | 横越村                   | 明治16年 改称 城所村     | 茅ノ城村                   | 明治23年3月14日 改称 茅城島村  | 明治34年11月1日 亀田町   | 大正14年7月1日 亀田町        | 亀田町                       | 亀田町                               | 亀田町                       | 亀田町                             | 亀田町                     | 平成17年3月21日 新潟市に編入 | 新潟市 |
| 茅野山村          | 茅野山村          | 茅野山村                   | 茅野山村                 | 茅野山村                 | 茅ノ城村                   | 明治23年3月14日 改称 茅城島村  | 明治34年11月1日 早通村   | 大正14年7月1日 亀田町        | 亀田町                       | 亀田町                               | 亀田町                       | 亀田町                             | 亀田町                     | 平成17年3月21日 新潟市に編入 | 新潟市 |
| 上早通村          | 上早通村          | 明治10年 上早通村          | 早通村                   | 早通村                   | 早通村                     | 早通村                         | 明治34年11月1日 早通村   | 大正14年7月1日 亀田町        | 亀田町                       | 亀田町                               | 亀田町                       | 亀田町                             | 亀田町                     | 平成17年3月21日 新潟市に編入 | 新潟市 |
| 下早通村          |                   | 明治10年 上早通村          | 早通村                   | 早通村                   | 早通村                     | 早通村                         | 明治34年11月1日 早通村   | 大正14年7月1日 亀田町        | 亀田町                       | 亀田町                               | 亀田町                       | 亀田町                             | 亀田町                     | 平成17年3月21日 新潟市に編入 | 新潟市 |
| 泥潟村            | 泥潟村            | 泥潟村                     | 泥潟村                   | 泥潟村                   | 早通村                     | 早通村                         | 明治34年11月1日 早通村   | 大正14年7月1日 亀田町        | 亀田町                       | 亀田町                               | 亀田町                       | 亀田町                             | 亀田町                     | 平成17年3月21日 新潟市に編入 | 新潟市 |
| 鵜ノ子村          | 鵜ノ子村          | 鵜ノ子村                   | 鵜ノ子村                 | 鵜ノ子村                 | 早通村                     | 早通村                         | 明治34年11月1日 早通村   | 大正14年7月1日 亀田町        | 亀田町                       | 亀田町                               | 亀田町                       | 亀田町                             | 亀田町                     | 平成17年3月21日 新潟市に編入 | 新潟市 |
| 長潟村            | 長潟村            | 長潟村                     | 長潟村                   | 長潟村                   | 早通村                     | 早通村                         | 明治34年11月1日 早通村   | 大正14年7月1日 亀田町        | 亀田町                       | 亀田町                               | 亀田町                       | 亀田町                             | 亀田町                     | 平成17年3月21日 新潟市に編入 | 新潟市 |
| 丸潟村            | 丸潟村            | 丸潟村                     | 丸潟村                   | 丸潟村                   | 早通村                     | 早通村                         | 明治34年11月1日 早通村   | 大正14年7月1日 亀田町        | 亀田町                       | 亀田町                               | 亀田町                       | 亀田町                             | 亀田町                     | 平成17年3月21日 新潟市に編入 | 新潟市 |
| 小須戸町          | 小須戸町          | 小須戸町                   | 小須戸町                 | 小須戸町                 | 小須戸町                   | 小須戸町                       | 明治34年11月1日 小須戸町 | 小須戸町                     | 小須戸町                     | 小須戸町                             | 小須戸町                     | 小須戸町                           | 小須戸町                   | 平成17年3月21日 新潟市に編入 | 新潟市 |
| 水田村            | 水田村            | 水田村                     | 水田村                   | 水田村                   | 横水村                     | 横水村                         | 明治34年11月1日 小須戸町 | 小須戸町                     | 小須戸町                     | 小須戸町                             | 小須戸町                     | 小須戸町                           | 小須戸町                   | 平成17年3月21日 新潟市に編入 | 新潟市 |
| 小向村            | 小向村            | 小向村                     | 小向村                   | 小向村                   | 横水村                     | 横水村                         | 明治34年11月1日 小須戸町 | 小須戸町                     | 小須戸町                     | 小須戸町                             | 小須戸町                     | 小須戸町                           | 小須戸町                   | 平成17年3月21日 新潟市に編入 | 新潟市 |
| 横川浜村          | 横川浜村          | 横川浜村                   | 横川浜村                 | 横川浜村                 | 横水村                     | 横水村                         | 明治34年11月1日 小須戸町 | 小須戸町                     | 小須戸町                     | 小須戸町                             | 小須戸町                     | 小須戸町                           | 小須戸町                   | 平成17年3月21日 新潟市に編入 | 新潟市 |
| 新保村            | 新保村            | 新保村                     | 新保村                   | 新保村                   | 新保村                     | 新保村                         | 明治34年11月1日 小須戸町 | 小須戸町                     | 小須戸町                     | 小須戸町                             | 小須戸町                     | 小須戸町                           | 小須戸町                   | 平成17年3月21日 新潟市に編入 | 新潟市 |
| 竜玄新田          | 竜玄新田          | 竜玄新田                   | 竜玄新田                 | 竜玄新田                 | 新保村                     | 新保村                         | 明治34年11月1日 小須戸町 | 小須戸町                     | 小須戸町                     | 小須戸町                             | 小須戸町                     | 小須戸町                           | 小須戸町                   | 平成17年3月21日 新潟市に編入 | 新潟市 |
| 鎌倉新田          | 鎌倉新田          | 鎌倉新田                   | 鎌倉新田                 | 鎌倉新田                 | 矢代田村                   | 矢代田村                       | 明治34年11月1日 小須戸町 | 小須戸町                     | 小須戸町                     | 小須戸町                             | 小須戸町                     | 小須戸町                           | 小須戸町                   | 平成17年3月21日 新潟市に編入 | 新潟市 |
| 矢代田村          | 矢代田村          | 矢代田村                   | 矢代田村                 | 矢代田村                 | 矢代田村                   | 矢代田村                       | 明治34年11月1日 小須戸町 | 小須戸町                     | 小須戸町                     | 小須戸町                             | 小須戸町                     | 小須戸町                           | 小須戸町                   | 平成17年3月21日 新潟市に編入 | 新潟市 |
| 天ヶ沢新田        | 一部              | 天ヶ沢新田                 | 天ヶ沢新田               | 天ヶ沢新田               | 矢代田村                   | 矢代田村                       | 明治34年11月1日 小須戸町 | 小須戸町                     | 小須戸町                     | 小須戸町                             | 小須戸町                     | 小須戸町                           | 小須戸町                   | 平成17年3月21日 新潟市に編入 | 新潟市 |
| 天ヶ沢新田        | 一部              | 天ヶ沢新田                 | 天ヶ沢新田               | 天ヶ沢新田               | 津島村                     | 津島村                         | 明治34年11月1日 金津村   | 金津村                       | 金津村                       | 昭和30年4月1日 新津市に編入          | 新津市                       | 新津市                             | 新津市                     | 平成17年3月21日 新潟市に編入 | 新潟市 |
| 金津村            | 金津村            | 金津村                     | 金津村                   | 金津村                   | 津島村                     | 津島村                         | 明治34年11月1日 金津村   | 金津村                       | 金津村                       | 昭和30年4月1日 新津市に編入          | 新津市                       | 新津市                             | 新津市                     | 平成17年3月21日 新潟市に編入 | 新潟市 |
| 西島村            | 西島村            | 西島村                     | 西島村                   | 西島村                   | 津島村                     | 津島村                         | 明治34年11月1日 金津村   | 金津村                       | 金津村                       | 昭和30年4月1日 新津市に編入          | 新津市                       | 新津市                             | 新津市                     | 平成17年3月21日 新潟市に編入 | 新潟市 |
| 東島村            | 東島村            | 東島村                     | 東島村                   | 東島村                   | 津島村                     | 津島村                         | 明治34年11月1日 金津村   | 金津村                       | 金津村                       | 昭和30年4月1日 新津市に編入          | 新津市                       | 新津市                             | 新津市                     | 平成17年3月21日 新潟市に編入 | 新潟市 |
| 古津村            | 古津村            | 古津村                     | 古津村                   | 古津村                   | 津島村                     | 津島村                         | 明治34年11月1日 金津村   | 金津村                       | 金津村                       | 昭和30年4月1日 新津市に編入          | 新津市                       | 新津市                             | 新津市                     | 平成17年3月21日 新潟市に編入 | 新潟市 |
| 朝日村            | 朝日村            | 朝日村                     | 朝日村                   | 朝日村                   | 津島村                     | 津島村                         | 明治34年11月1日 金津村   | 金津村                       | 金津村                       | 昭和30年4月1日 新津市に編入          | 新津市                       | 新津市                             | 新津市                     | 平成17年3月21日 新潟市に編入 | 新潟市 |
| 割町村            | 割町村            | 割町村                     | 割町村                   | 割町村                   | 津島村                     | 津島村                         | 明治34年11月1日 金津村   | 金津村                       | 金津村                       | 昭和30年4月1日 新津市に編入          | 新津市                       | 新津市                             | 新津市                     | 平成17年3月21日 新潟市に編入 | 新潟市 |
| 塩谷村            | 塩谷村            | 塩谷村                     | 塩谷村                   | 塩谷村                   | 津島村                     | 津島村                         | 明治34年11月1日 金津村   | 金津村                       | 金津村                       | 昭和30年4月1日 新津市に編入          | 新津市                       | 新津市                             | 新津市                     | 平成17年3月21日 新潟市に編入 | 新潟市 |
| 中村              | 中村              | 中村                       | 中村                     | 中村                     | 津島村                     | 明治26年9月8日 分立 中島村     | 明治34年11月1日 金津村   | 金津村                       | 金津村                       | 昭和30年4月1日 新津市に編入          | 新津市                       | 新津市                             | 新津市                     | 平成17年3月21日 新潟市に編入 | 新潟市 |
| 程島村            | 程島村            | 程島村                     | 程島村                   | 程島村                   | 津島村                     | 明治26年9月8日 分立 中島村     | 明治34年11月1日 金津村   | 金津村                       | 金津村                       | 昭和30年4月1日 新津市に編入          | 新津市                       | 新津市                             | 新津市                     | 平成17年3月21日 新潟市に編入 | 新潟市 |
| 大鹿新田          | 大鹿新田          | 大鹿新田                   | 大鹿新田                 | 大鹿新田                 | 小鹿村                     | 小鹿村                         | 明治34年11月1日 小合村   | 小合村                       | 小合村                       | 昭和30年4月1日 新津市に編入          | 新津市                       | 新津市                             | 新津市                     | 平成17年3月21日 新潟市に編入 | 新潟市 |
| 小戸新田          | 一部              | 小戸新田                   | 小戸新田                 | 小戸新田                 | 小鹿村                     | 小鹿村                         | 明治34年11月1日 小合村   | 小合村                       | 小合村                       | 昭和30年4月1日 新津市に編入          | 新津市                       | 新津市                             | 新津市                     | 平成17年3月21日 新潟市に編入 | 新潟市 |
| 小戸新田          | 一部              | 小戸新田                   | 小戸新田                 | 小戸新田                 | 小梅村                     | 小梅村                         | 明治34年11月1日 小合村   | 小合村                       | 小合村                       | 昭和30年4月1日 新津市に編入          | 新津市                       | 新津市                             | 新津市                     | 平成17年3月21日 新潟市に編入 | 新潟市 |
| 梅木村            | 梅木村            | 梅木村                     | 梅木村                   | 梅木村                   | 小梅村                     | 小梅村                         | 明治34年11月1日 小合村   | 小合村                       | 小合村                       | 昭和30年4月1日 新津市に編入          | 新津市                       | 新津市                             | 新津市                     | 平成17年3月21日 新潟市に編入 | 新潟市 |
| 出戸村            | 出戸村            | 出戸村                     | 出戸村                   | 出戸村                   | 小梅村                     | 小梅村                         | 明治34年11月1日 小合村   | 小合村                       | 小合村                       | 昭和30年4月1日 新津市に編入          | 新津市                       | 新津市                             | 新津市                     | 平成17年3月21日 新潟市に編入 | 新潟市 |
| 四ツ興野          | 四ツ興野          | 四ツ興野                   | 四ツ興野                 | 四ツ興野                 | 小梅村                     | 小梅村                         | 明治34年11月1日 小合村   | 小合村                       | 小合村                       | 昭和30年4月1日 新津市に編入          | 新津市                       | 新津市                             | 新津市                     | 平成17年3月21日 新潟市に編入 | 新潟市 |
| 蕨曽根新田        | 蕨曽根新田        | 蕨曽根新田                 | 蕨曽根新田               | 蕨曽根新田               | 小梅村                     | 小梅村                         | 明治34年11月1日 小合村   | 小合村                       | 小合村                       | 昭和30年4月1日 新津市に編入          | 新津市                       | 新津市                             | 新津市                     | 平成17年3月21日 新潟市に編入 | 新潟市 |
| 新津村            | 新津村            | 新津村                     | 新津村                   | 新津村                   | 新津町                     | 新津町                         | 明治34年11月1日 新津町   | 新津町                       | 新津町                       | 昭和26年1月1日 市制 新津市           | 新津市                       | 新津市                             | 新津市                     | 平成17年3月21日 新潟市に編入 | 新潟市 |
| 田家村            | 田家村            | 田家村                     | 田家村                   | 田家村                   | 新津町                     | 新津町                         | 明治34年11月1日 新津町   | 新津町                       | 新津町                       | 昭和26年1月1日 市制 新津市           | 新津市                       | 新津市                             | 新津市                     | 平成17年3月21日 新潟市に編入 | 新潟市 |
| 柄目木新田        | 柄目木新田        | 柄目木新田                 | 柄目木新田               | 柄目木新田               | 新津町                     | 新津町                         | 明治34年11月1日 新津町   | 新津町                       | 新津町                       | 昭和26年1月1日 市制 新津市           | 新津市                       | 新津市                             | 新津市                     | 平成17年3月21日 新潟市に編入 | 新潟市 |
| 飯柳新田          | 飯柳新田          | 飯柳新田                   | 飯柳新田                 | 飯柳新田                 | 新津町                     | 新津町                         | 明治34年11月1日 新津町   | 新津町                       | 新津町                       | 昭和26年1月1日 市制 新津市           | 新津市                       | 新津市                             | 新津市                     | 平成17年3月21日 新潟市に編入 | 新潟市 |
| 古田新田          | 古田新田          | 明治8年 古田新田           | 古田新田                 | 古田新田                 | 新津町                     | 新津町                         | 明治34年11月1日 新津町   | 新津町                       | 新津町                       | 昭和26年1月1日 市制 新津市           | 新津市                       | 新津市                             | 新津市                     | 平成17年3月21日 新潟市に編入 | 新潟市 |
| 市右衛門新田      |                   | 明治8年 古田新田           | 古田新田                 | 古田新田                 | 新津町                     | 新津町                         | 明治34年11月1日 新津町   | 新津町                       | 新津町                       | 昭和26年1月1日 市制 新津市           | 新津市                       | 新津市                             | 新津市                     | 平成17年3月21日 新潟市に編入 | 新潟市 |
| 金沢新田          | 金沢新田          | 明治8年 金沢新田           | 金沢新田                 | 金沢新田                 | 新津町                     | 新津町                         | 明治34年11月1日 新津町   | 新津町                       | 新津町                       | 昭和26年1月1日 市制 新津市           | 新津市                       | 新津市                             | 新津市                     | 平成17年3月21日 新潟市に編入 | 新潟市 |
| 向新保新田        |                   | 明治8年 金沢新田           | 金沢新田                 | 金沢新田                 | 新津町                     | 新津町                         | 明治34年11月1日 新津町   | 新津町                       | 新津町                       | 昭和26年1月1日 市制 新津市           | 新津市                       | 新津市                             | 新津市                     | 平成17年3月21日 新潟市に編入 | 新潟市 |
| 北上興野          | 北上興野          | 北上興野                   | 北上興野                 | 北上興野                 | 三興野村                   | 三興野村                       | 明治34年11月1日 新津町   | 新津町                       | 新津町                       | 昭和26年1月1日 市制 新津市           | 新津市                       | 新津市                             | 新津市                     | 平成17年3月21日 新潟市に編入 | 新潟市 |
| 下興野            | 下興野            | 下興野                     | 下興野                   | 下興野                   | 三興野村                   | 三興野村                       | 明治34年11月1日 新津町   | 新津町                       | 新津町                       | 昭和26年1月1日 市制 新津市           | 新津市                       | 新津市                             | 新津市                     | 平成17年3月21日 新潟市に編入 | 新潟市 |
| 善道興野          | 善道興野          | 善道興野                   | 善道興野                 | 善道興野                 | 三興野村                   | 三興野村                       | 明治34年11月1日 新津町   | 新津町                       | 新津町                       | 昭和26年1月1日 市制 新津市           | 新津市                       | 新津市                             | 新津市                     | 平成17年3月21日 新潟市に編入 | 新潟市 |
| 大蔵新田          | 大蔵新田          | 大蔵新田                   | 大蔵新田                 | 大蔵新田                 | 満日村                     | 満日村                         | 満日村                   | 大正14年11月1日 新津町に編入 | 新津町                       | 昭和26年1月1日 市制 新津市           | 新津市                       | 新津市                             | 新津市                     | 平成17年3月21日 新潟市に編入 | 新潟市 |
| 七日町村          | 七日町村          | 七日町村                   | 七日町村                 | 七日町村                 | 満日村                     | 満日村                         | 満日村                   | 大正14年11月1日 新津町に編入 | 新津町                       | 昭和26年1月1日 市制 新津市           | 新津市                       | 新津市                             | 新津市                     | 平成17年3月21日 新潟市に編入 | 新潟市 |
| 満願寺村          | 満願寺村          | 明治9年 互賀村             | 互賀村                   | 明治17年 満願寺村        | 満日村                     | 満日村                         | 満日村                   | 大正14年11月1日 新津町に編入 | 新津町                       | 昭和26年1月1日 市制 新津市           | 新津市                       | 新津市                             | 新津市                     | 平成17年3月21日 新潟市に編入 | 新潟市 |
| 大安寺村          | 大安寺村          | 明治9年 互賀村             | 互賀村                   | 明治17年 大安寺村        | 阿賀浦村                   | 阿賀浦村                       | 阿賀浦村                 | 大正14年11月1日 新津町に編入 | 新津町                       | 昭和26年1月1日 市制 新津市           | 新津市                       | 新津市                             | 新津市                     | 平成17年3月21日 新潟市に編入 | 新潟市 |
| 中新田村          | 中新田村          | 明治9年 互賀村             | 互賀村                   | 明治17年 中新田村        | 阿賀浦村                   | 阿賀浦村                       | 阿賀浦村                 | 大正14年11月1日 新津町に編入 | 新津町                       | 昭和26年1月1日 市制 新津市           | 新津市                       | 新津市                             | 新津市                     | 平成17年3月21日 新潟市に編入 | 新潟市 |
| 上金沢村          | 上金沢村          | 明治9年 互賀村             | 互賀村                   | 明治17年 金沢村          | 阿賀浦村                   | 阿賀浦村                       | 阿賀浦村                 | 大正14年11月1日 新津町に編入 | 新津町                       | 昭和26年1月1日 市制 新津市           | 新津市                       | 新津市                             | 新津市                     | 平成17年3月21日 新潟市に編入 | 新潟市 |
| 下金沢村          |                   | 明治9年 互賀村             | 互賀村                   | 明治17年 金沢村          | 阿賀浦村                   | 阿賀浦村                       | 阿賀浦村                 | 大正14年11月1日 新津町に編入 | 新津町                       | 昭和26年1月1日 市制 新津市           | 新津市                       | 新津市                             | 新津市                     | 平成17年3月21日 新潟市に編入 | 新潟市 |
| 川口新田          | 川口新田          | 川口新田                   | 川口新田                 | 川口新田                 | 川結村                     | 川結村                         | 明治34年11月1日 荻川村   | 荻川村                       | 昭和14年11月1日 新津町に編入 | 昭和26年1月1日 市制 新津市           | 新津市                       | 新津市                             | 新津市                     | 平成17年3月21日 新潟市に編入 | 新潟市 |
| 結新田            | 結新田            | 結新田                     | 結新田                   | 結新田                   | 川結村                     | 川結村                         | 明治34年11月1日 荻川村   | 荻川村                       | 昭和14年11月1日 新津町に編入 | 昭和26年1月1日 市制 新津市           | 新津市                       | 新津市                             | 新津市                     | 平成17年3月21日 新潟市に編入 | 新潟市 |
| 覚路津新田        | 一部              | 覚路津新田                 | 覚路津新田               | 覚路津新田               | 川結村                     | 川結村                         | 明治34年11月1日 荻川村   | 荻川村                       | 昭和14年11月1日 新津町に編入 | 昭和26年1月1日 市制 新津市           | 新津市                       | 新津市                             | 新津市                     | 平成17年3月21日 新潟市に編入 | 新潟市 |
| 覚路津新田        | 一部              | 覚路津新田                 | 覚路津新田               | 覚路津新田               | 荻野村                     | 荻野村                         | 明治34年11月1日 荻川村   | 荻川村                       | 昭和14年11月1日 新津町に編入 | 昭和26年1月1日 市制 新津市           | 新津市                       | 新津市                             | 新津市                     | 平成17年3月21日 新潟市に編入 | 新潟市 |
| 市之瀬新田        | 市之瀬新田        | 市之瀬新田                 | 市之瀬新田               | 市之瀬新田               | 荻野村                     | 荻野村                         | 明治34年11月1日 荻川村   | 荻川村                       | 昭和14年11月1日 新津町に編入 | 昭和26年1月1日 市制 新津市           | 新津市                       | 新津市                             | 新津市                     | 平成17年3月21日 新潟市に編入 | 新潟市 |
| 車場新田          | 車場新田          | 車場新田                   | 車場新田                 | 車場新田                 | 荻野村                     | 荻野村                         | 明治34年11月1日 荻川村   | 荻川村                       | 昭和14年11月1日 新津町に編入 | 昭和26年1月1日 市制 新津市           | 新津市                       | 新津市                             | 新津市                     | 平成17年3月21日 新潟市に編入 | 新潟市 |
| 中野新田          | 中野新田          | 中野新田                   | 中野新田                 | 中野新田                 | 荻野村                     | 荻野村                         | 明治34年11月1日 荻川村   | 荻川村                       | 昭和14年11月1日 新津町に編入 | 昭和26年1月1日 市制 新津市           | 新津市                       | 新津市                             | 新津市                     | 平成17年3月21日 新潟市に編入 | 新潟市 |
| 荻島新田          | 荻島新田          | 荻島新田                   | 荻島新田                 | 荻島新田                 | 荻野村                     | 荻野村                         | 明治34年11月1日 荻川村   | 荻川村                       | 昭和14年11月1日 新津町に編入 | 昭和26年1月1日 市制 新津市           | 新津市                       | 新津市                             | 新津市                     | 平成17年3月21日 新潟市に編入 | 新潟市 |
| 下新村            | 下新村            | 下新村                     | 下新村                   | 下新村                   | 新関村                     | 新関村                         | 新関村                   | 新関村                       | 新関村                       | 新関村                               | 昭和32年3月18日 新津市に編入 | 新津市                             | 新津市                     | 平成17年3月21日 新潟市に編入 | 新潟市 |
| 小口村            | 小口村            | 小口村                     | 小口村                   | 小口村                   | 新関村                     | 新関村                         | 新関村                   | 新関村                       | 新関村                       | 新関村                               | 昭和32年3月18日 新津市に編入 | 新津市                             | 新津市                     | 平成17年3月21日 新潟市に編入 | 新潟市 |
| 岡田村            | 岡田村            | 岡田村                     | 岡田村                   | 岡田村                   | 新関村                     | 新関村                         | 新関村                   | 新関村                       | 新関村                       | 新関村                               | 昭和32年3月18日 新津市に編入 | 新津市                             | 新津市                     | 平成17年3月21日 新潟市に編入 | 新潟市 |
| 大関村            | 大関村            | 大関村                     | 大関村                   | 大関村                   | 新関村                     | 新関村                         | 新関村                   | 新関村                       | 新関村                       | 新関村                               | 昭和32年3月18日 新津市に編入 | 新津市                             | 新津市                     | 平成17年3月21日 新潟市に編入 | 新潟市 |
| 新郷屋村          | 新郷屋村          | 新郷屋村                   | 新郷屋村                 | 新郷屋村                 | 新関村                     | 新関村                         | 新関村                   | 新関村                       | 新関村                       | 新関村                               | 昭和32年3月18日 新津市に編入 | 新津市                             | 新津市                     | 平成17年3月21日 新潟市に編入 | 新潟市 |
| 市新村            | 市新村            | 市新村                     | 市新村                   | 市新村                   | 新関村                     | 新関村                         | 新関村                   | 新関村                       | 新関村                       | 新関村                               | 昭和32年3月18日 新津市に編入 | 新津市                             | 新津市                     | 平成17年3月21日 新潟市に編入 | 新潟市 |
| 次屋村            | 次屋村            | 次屋村                     | 次屋村                   | 次屋村                   | 新関村                     | 新関村                         | 新関村                   | 新関村                       | 新関村                       | 新関村                               | 昭和32年3月18日 新津市に編入 | 新津市                             | 新津市                     | 平成17年3月21日 新潟市に編入 | 新潟市 |
| 金屋村            | 金屋村            | 金屋村                     | 金屋村                   | 金屋村                   | 新関村                     | 新関村                         | 新関村                   | 新関村                       | 新関村                       | 新関村                               | 昭和32年3月18日 新津市に編入 | 新津市                             | 新津市                     | 平成17年3月21日 新潟市に編入 | 新潟市 |
| 羽下村            | 羽下村            | 羽下村                     | 羽下村                   | 羽下村                   | 新関村                     | 新関村                         | 新関村                   | 新関村                       | 新関村                       | 新関村                               | 昭和32年3月18日 新津市に編入 | 新津市                             | 新津市                     | 平成17年3月21日 新潟市に編入 | 新潟市 |
| 安養寺村          | 安養寺村          | 安養寺村                   | 安養寺村                 | 安養寺村                 | 新関村                     | 新関村                         | 新関村                   | 新関村                       | 新関村                       | 新関村                               | 昭和32年3月18日 新津市に編入 | 新津市                             | 新津市                     | 平成17年3月21日 新潟市に編入 | 新潟市 |
| 浦沢村            | 浦沢村            | 浦沢村                     | 浦沢村                   | 浦沢村                   | 新関村                     | 新関村                         | 新関村                   | 新関村                       | 新関村                       | 新関村                               | 昭和32年3月18日 新津市に編入 | 新津市                             | 新津市                     | 平成17年3月21日 新潟市に編入 | 新潟市 |
| 安部新村          | 安部新村          | 安部新村                   | 安部新村                 | 安部新村                 | 新関村                     | 新関村                         | 新関村                   | 新関村                       | 新関村                       | 新関村                               | 昭和32年3月18日 新津市に編入 | 新津市                             | 新津市                     | 平成17年3月21日 新潟市に編入 | 新潟市 |
| 北村              | 北村              | 北村                       | 北村                     | 北村                     | 新関村                     | 新関村                         | 新関村                   | 新関村                       | 新関村                       | 新関村                               | 昭和32年3月18日 新津市に編入 | 新津市                             | 新津市                     | 平成17年3月21日 新潟市に編入 | 新潟市 |
| 牧ヶ鼻村          | 牧ヶ鼻村          | 牧ヶ鼻村                   | 牧ヶ鼻村                 | 牧ヶ鼻村                 | 新関村                     | 新関村                         | 新関村                   | 新関村                       | 新関村                       | 新関村                               | 昭和32年3月18日 新津市に編入 | 新津市                             | 新津市                     | 平成17年3月21日 新潟市に編入 | 新潟市 |
| 六郷村            | 六郷村            | 明治10年 六郷村            | 六郷村                   | 六郷村                   | 新関村                     | 新関村                         | 新関村                   | 新関村                       | 新関村                       | 新関村                               | 昭和32年3月18日 新津市に編入 | 新津市                             | 新津市                     | 平成17年3月21日 新潟市に編入 | 新潟市 |
| 上深川村          |                   | 明治10年 六郷村            | 六郷村                   | 六郷村                   | 新関村                     | 新関村                         | 新関村                   | 新関村                       | 新関村                       | 新関村                               | 昭和32年3月18日 新津市に編入 | 新津市                             | 新津市                     | 平成17年3月21日 新潟市に編入 | 新潟市 |
| 下深川村          |                   | 明治10年 六郷村            | 六郷村                   | 六郷村                   | 新関村                     | 新関村                         | 新関村                   | 新関村                       | 新関村                       | 新関村                               | 昭和32年3月18日 新津市に編入 | 新津市                             | 新津市                     | 平成17年3月21日 新潟市に編入 | 新潟市 |
| 下条村            | 下条村            | 下条村                     | 下条村                   | 下条村                   | 新関村                     | 新関村                         | 新関村                   | 新関村                       | 新関村                       | 新関村                               | 昭和32年3月18日 五泉市に編入 | 五泉市                             | 五泉市                     | 平成18年1月1日 五泉市        | 五泉市 |
| 船越村            | 船越村            | 船越村                     | 船越村                   | 船越村                   | 新関村                     | 新関村                         | 新関村                   | 新関村                       | 新関村                       | 新関村                               | 昭和32年3月18日 五泉市に編入 | 五泉市                             | 五泉市                     | 平成18年1月1日 五泉市        | 五泉市 |
| 田屋村            | 田屋村            | 田屋村                     | 田屋村                   | 田屋村                   | 新関村                     | 新関村                         | 新関村                   | 新関村                       | 新関村                       | 新関村                               | 昭和32年3月18日 五泉市に編入 | 五泉市                             | 五泉市                     | 平成18年1月1日 五泉市        | 五泉市 |
| 猿橋村            | 猿橋村            | 猿橋村                     | 猿橋村                   | 猿橋村                   | 新関村                     | 新関村                         | 新関村                   | 新関村                       | 新関村                       | 新関村                               | 昭和32年3月18日 五泉市に編入 | 五泉市                             | 五泉市                     | 平成18年1月1日 五泉市        | 五泉市 |
| 太田村            | 太田村            | 太田村                     | 太田村                   | 太田村                   | 太川村                     | 太川村                         | 明治34年11月1日 五泉町   | 五泉町                       | 五泉町                       | 昭和29年11月3日 五泉市               | 五泉市                       | 五泉市                             | 五泉市                     | 平成18年1月1日 五泉市        | 五泉市 |
| 赤海村            | 赤海村            | 赤海村                     | 赤海村                   | 赤海村                   | 太川村                     | 太川村                         | 明治34年11月1日 五泉町   | 五泉町                       | 五泉町                       | 昭和29年11月3日 五泉市               | 五泉市                       | 五泉市                             | 五泉市                     | 平成18年1月1日 五泉市        | 五泉市 |
| 五十嵐新田        | 五十嵐新田        | 五十嵐新田                 | 五十嵐新田               | 五十嵐新田               | 太川村                     | 太川村                         | 明治34年11月1日 五泉町   | 五泉町                       | 五泉町                       | 昭和29年11月3日 五泉市               | 五泉市                       | 五泉市                             | 五泉市                     | 平成18年1月1日 五泉市        | 五泉市 |
| 川瀬村            | 川瀬村            | 川瀬村                     | 川瀬村                   | 明治16年 川瀬村          | 太川村                     | 太川村                         | 明治34年11月1日 五泉町   | 五泉町                       | 五泉町                       | 昭和29年11月3日 五泉市               | 五泉市                       | 五泉市                             | 五泉市                     | 平成18年1月1日 五泉市        | 五泉市 |
| 吉原村            | 吉原村            | 吉原村                     | 吉原村                   | 明治16年 川瀬村          | 太川村                     | 太川村                         | 明治34年11月1日 五泉町   | 五泉町                       | 五泉町                       | 昭和29年11月3日 五泉市               | 五泉市                       | 五泉市                             | 五泉市                     | 平成18年1月1日 五泉市        | 五泉市 |
| 吉沢村            | 吉沢村            | 明治8年 吉沢村             | 吉沢村                   | 吉沢村                   | 吉沢村                     | 吉沢村                         | 明治34年11月1日 五泉町   | 五泉町                       | 五泉町                       | 昭和29年11月3日 五泉市               | 五泉市                       | 五泉市                             | 五泉市                     | 平成18年1月1日 五泉市        | 五泉市 |
| 寺沢村            |                   | 明治8年 吉沢村             | 吉沢村                   | 吉沢村                   | 吉沢村                     | 吉沢村                         | 明治34年11月1日 五泉町   | 五泉町                       | 五泉町                       | 昭和29年11月3日 五泉市               | 五泉市                       | 五泉市                             | 五泉市                     | 平成18年1月1日 五泉市        | 五泉市 |
| 五泉町            | 五泉町            | 五泉町                     | 五泉町                   | 五泉町                   | 五泉町                     | 五泉町                         | 明治34年11月1日 五泉町   | 五泉町                       | 五泉町                       | 昭和29年11月3日 五泉市               | 五泉市                       | 五泉市                             | 五泉市                     | 平成18年1月1日 五泉市        | 五泉市 |
| 二ツ柳村          | 二ツ柳村          | 二ツ柳村                   | 二ツ柳村                 | 二ツ柳村                 | 五泉町                     | 五泉町                         | 明治34年11月1日 五泉町   | 五泉町                       | 五泉町                       | 昭和29年11月3日 五泉市               | 五泉市                       | 五泉市                             | 五泉市                     | 平成18年1月1日 五泉市        | 五泉市 |
| 荻曽根村          | 荻曽根村          | 荻曽根村                   | 荻曽根村                 | 荻曽根村                 | 五泉町                     | 五泉町                         | 明治34年11月1日 五泉町   | 五泉町                       | 五泉町                       | 昭和29年11月3日 五泉市               | 五泉市                       | 五泉市                             | 五泉市                     | 平成18年1月1日 五泉市        | 五泉市 |
| 三本木村          | 三本木村          | 三本木村                   | 三本木村                 | 三本木村                 | 五泉町                     | 五泉町                         | 明治34年11月1日 五泉町   | 五泉町                       | 五泉町                       | 昭和29年11月3日 五泉市               | 五泉市                       | 五泉市                             | 五泉市                     | 平成18年1月1日 五泉市        | 五泉市 |
| 能代村            | 能代村            | 能代村                     | 能代村                   | 能代村                   | 橋田村                     | 明治31年12月9日 五泉町に編入   | 明治34年11月1日 五泉町   | 五泉町                       | 五泉町                       | 昭和29年11月3日 五泉市               | 五泉市                       | 五泉市                             | 五泉市                     | 平成18年1月1日 五泉市        | 五泉市 |
| 土深村            | 土深村            | 土深村                     | 土深村                   | 土深村                   | 橋田村                     | 明治31年12月9日 五泉町に編入   | 明治34年11月1日 五泉町   | 五泉町                       | 五泉町                       | 昭和29年11月3日 五泉市               | 五泉市                       | 五泉市                             | 五泉市                     | 平成18年1月1日 五泉市        | 五泉市 |
| 山崎村            | 山崎村            | 山崎村                     | 山崎村                   | 山崎村                   | 橋田村                     | 橋田村                         | 橋田村                   | 橋田村                       | 橋田村                       | 昭和29年11月3日 五泉市               | 五泉市                       | 五泉市                             | 五泉市                     | 平成18年1月1日 五泉市        | 五泉市 |
| 丸田村            | 丸田村            | 丸田村                     | 丸田村                   | 丸田村                   | 橋田村                     | 橋田村                         | 橋田村                   | 橋田村                       | 橋田村                       | 昭和29年11月3日 五泉市               | 五泉市                       | 五泉市                             | 五泉市                     | 平成18年1月1日 五泉市        | 五泉市 |
| 小熊村            | 小熊村            | 小熊村                     | 小熊村                   | 小熊村                   | 橋田村                     | 橋田村                         | 橋田村                   | 橋田村                       | 橋田村                       | 昭和29年11月3日 五泉市               | 五泉市                       | 五泉市                             | 五泉市                     | 平成18年1月1日 五泉市        | 五泉市 |
| 石倉村            | 石倉村            | 石倉村                     | 石倉村                   | 石倉村                   | 橋田村                     | 橋田村                         | 橋田村                   | 橋田村                       | 橋田村                       | 昭和29年11月3日 五泉市               | 五泉市                       | 五泉市                             | 五泉市                     | 平成18年1月1日 五泉市        | 五泉市 |
| 橋田村            | 橋田村            | 橋田村                     | 橋田村                   | 橋田村                   | 橋田村                     | 橋田村                         | 橋田村                   | 橋田村                       | 橋田村                       | 昭和29年11月3日 五泉市               | 五泉市                       | 五泉市                             | 五泉市                     | 平成18年1月1日 五泉市        | 五泉市 |
| 菅沢村            | 菅沢村            | 菅沢村                     | 菅沢村                   | 菅沢村                   | 橋田村                     | 橋田村                         | 橋田村                   | 橋田村                       | 橋田村                       | 昭和29年11月3日 五泉市               | 五泉市                       | 五泉市                             | 五泉市                     | 平成18年1月1日 五泉市        | 五泉市 |
| 尻上村            | 尻上村            | 尻上村                     | 尻上村                   | 尻上村                   | 橋田村                     | 橋田村                         | 橋田村                   | 橋田村                       | 橋田村                       | 昭和29年11月3日 五泉市               | 五泉市                       | 五泉市                             | 五泉市                     | 平成18年1月1日 五泉市        | 五泉市 |
| 大沢村            | 大沢村            | 大沢村                     | 大沢村                   | 大沢村                   | 橋田村                     | 橋田村                         | 橋田村                   | 橋田村                       | 橋田村                       | 昭和29年11月3日 五泉市               | 五泉市                       | 五泉市                             | 五泉市                     | 平成18年1月1日 五泉市        | 五泉市 |
| 四ツ屋村          | 四ツ屋村          | 四ツ屋村                   | 明治12年 改称 西四ツ屋村 | 明治12年 改称 西四ツ屋村 | 橋田村                     | 橋田村                         | 橋田村                   | 橋田村                       | 橋田村                       | 昭和29年11月3日 五泉市               | 五泉市                       | 五泉市                             | 五泉市                     | 平成18年1月1日 五泉市        | 五泉市 |
| 中川新村          | 中川新村          | 中川新村                   | 中川新村                 | 中川新村                 | 川東村                     | 川東村                         | 川東村                   | 川東村                       | 川東村                       | 昭和29年11月3日 五泉市               | 五泉市                       | 五泉市                             | 五泉市                     | 平成18年1月1日 五泉市        | 五泉市 |
| 菅出村            | 菅出村            | 菅出村                     | 菅出村                   | 菅出村                   | 川東村                     | 川東村                         | 川東村                   | 川東村                       | 川東村                       | 昭和29年11月3日 五泉市               | 五泉市                       | 五泉市                             | 五泉市                     | 平成18年1月1日 五泉市        | 五泉市 |
| 笹堀村            | 笹堀村            | 笹堀村                     | 笹堀村                   | 笹堀村                   | 川東村                     | 川東村                         | 川東村                   | 川東村                       | 川東村                       | 昭和29年11月3日 五泉市               | 五泉市                       | 五泉市                             | 五泉市                     | 平成18年1月1日 五泉市        | 五泉市 |
| 尾白村            | 尾白村            | 尾白村                     | 尾白村                   | 尾白村                   | 川東村                     | 川東村                         | 川東村                   | 川東村                       | 川東村                       | 昭和29年11月3日 五泉市               | 五泉市                       | 五泉市                             | 五泉市                     | 平成18年1月1日 五泉市        | 五泉市 |
| 小搦村            | 小搦村            | 小搦村                     | 小搦村                   | 小搦村                   | 川東村                     | 川東村                         | 川東村                   | 川東村                       | 川東村                       | 昭和29年11月3日 五泉市               | 五泉市                       | 五泉市                             | 五泉市                     | 平成18年1月1日 五泉市        | 五泉市 |
| 馬下村            | 馬下村            | 馬下村                     | 馬下村                   | 馬下村                   | 川東村                     | 川東村                         | 川東村                   | 川東村                       | 川東村                       | 昭和29年11月3日 五泉市               | 五泉市                       | 五泉市                             | 五泉市                     | 平成18年1月1日 五泉市        | 五泉市 |
| 大谷村            | 大谷村            | 大谷村                     | 大谷村                   | 大谷村                   | 川東村                     | 川東村                         | 川東村                   | 川東村                       | 川東村                       | 昭和29年11月3日 五泉市               | 五泉市                       | 五泉市                             | 五泉市                     | 平成18年1月1日 五泉市        | 五泉市 |
| 小山田村          | 小山田村          | 小山田村                   | 小山田村                 | 小山田村                 | 川東村                     | 川東村                         | 川東村                   | 川東村                       | 川東村                       | 昭和29年11月3日 五泉市               | 五泉市                       | 五泉市                             | 五泉市                     | 平成18年1月1日 五泉市        | 五泉市 |
| 切畑村            | 切畑村            | 切畑村                     | 切畑村                   | 切畑村                   | 川東村                     | 川東村                         | 川東村                   | 川東村                       | 川東村                       | 昭和29年11月3日 五泉市               | 五泉市                       | 五泉市                             | 五泉市                     | 平成18年1月1日 五泉市        | 五泉市 |
| 小栗山村          | 小栗山村          | 小栗山村                   | 小栗山村                 | 小栗山村                 | 川東村                     | 川東村                         | 川東村                   | 川東村                       | 川東村                       | 昭和29年11月3日 五泉市               | 五泉市                       | 五泉市                             | 五泉市                     | 平成18年1月1日 五泉市        | 五泉市 |
| 猿和田村          | 猿和田村          | 猿和田村                   | 猿和田村                 | 猿和田村                 | 川東村                     | 川東村                         | 川東村                   | 川東村                       | 川東村                       | 昭和29年11月3日 五泉市               | 五泉市                       | 五泉市                             | 五泉市                     | 平成18年1月1日 五泉市        | 五泉市 |
| 大須郷村          | 大須郷村          | 大須郷村                   | 大須郷村                 | 大須郷村                 | 川東村                     | 川東村                         | 川東村                   | 川東村                       | 川東村                       | 昭和29年11月3日 五泉市               | 五泉市                       | 五泉市                             | 五泉市                     | 平成18年1月1日 五泉市        | 五泉市 |
| 小流村            | 小流村            | 小流村                     | 小流村                   | 小流村                   | 川東村                     | 川東村                         | 川東村                   | 川東村                       | 川東村                       | 昭和29年11月3日 五泉市               | 五泉市                       | 五泉市                             | 五泉市                     | 平成18年1月1日 五泉市        | 五泉市 |
| 大蔵村            | 大蔵村            | 大蔵村                     | 大蔵村                   | 大蔵村                   | 川東村                     | 川東村                         | 川東村                   | 川東村                       | 川東村                       | 昭和29年11月3日 五泉市               | 五泉市                       | 五泉市                             | 五泉市                     | 平成18年1月1日 五泉市        | 五泉市 |
| 柄沢村            | 柄沢村            | 柄沢村                     | 柄沢村                   | 柄沢村                   | 川東村                     | 川東村                         | 川東村                   | 川東村                       | 川東村                       | 昭和29年11月3日 五泉市               | 五泉市                       | 五泉市                             | 五泉市                     | 平成18年1月1日 五泉市        | 五泉市 |
| 不動堂村          | 不動堂村          | 不動堂村                   | 不動堂村                 | 不動堂村                 | 川東村                     | 川東村                         | 川東村                   | 川東村                       | 川東村                       | 昭和29年11月3日 五泉市               | 五泉市                       | 五泉市                             | 五泉市                     | 平成18年1月1日 五泉市        | 五泉市 |
| 土堀村            | 土堀村            | 土堀村                     | 土堀村                   | 土堀村                   | 川東村                     | 川東村                         | 川東村                   | 川東村                       | 川東村                       | 昭和29年11月3日 五泉市               | 五泉市                       | 五泉市                             | 五泉市                     | 平成18年1月1日 五泉市        | 五泉市 |
| 四ツ屋新村        | 四ツ屋新村        | 四ツ屋新村                 | 四ツ屋新村               | 四ツ屋新村               | 川東村                     | 川東村                         | 川東村                   | 川東村                       | 川東村                       | 昭和29年11月3日 五泉市               | 五泉市                       | 五泉市                             | 五泉市                     | 平成18年1月1日 五泉市        | 五泉市 |
| 四ツ屋村          | 四ツ屋村          | 四ツ屋村                   | 明治12年 改称 東四ツ屋村 | 明治12年 改称 東四ツ屋村 | 川東村                     | 川東村                         | 川東村                   | 川東村                       | 川東村                       | 昭和29年11月3日 五泉市               | 五泉市                       | 五泉市                             | 五泉市                     | 平成18年1月1日 五泉市        | 五泉市 |
| 赤羽下村          | 赤羽下村          | 明治11年 改称 赤羽村       | 赤羽村                   | 赤羽村                   | 川東村                     | 川東村                         | 川東村                   | 川東村                       | 川東村                       | 昭和29年11月3日 五泉市               | 五泉市                       | 五泉市                             | 五泉市                     | 平成18年1月1日 五泉市        | 五泉市 |
| 論瀬村            | 論瀬村            | 論瀬村                     | 論瀬村                   | 論瀬村                   | 巣本村                     | 巣本村                         | 巣本村                   | 巣本村                       | 巣本村                       | 昭和29年11月3日 五泉市               | 五泉市                       | 五泉市                             | 五泉市                     | 平成18年1月1日 五泉市        | 五泉市 |
| 清瀬村            | 清瀬村            | 清瀬村                     | 清瀬村                   | 清瀬村                   | 巣本村                     | 巣本村                         | 巣本村                   | 巣本村                       | 巣本村                       | 昭和29年11月3日 五泉市               | 五泉市                       | 五泉市                             | 五泉市                     | 平成18年1月1日 五泉市        | 五泉市 |
| 一本杉村          | 一本杉村          | 一本杉村                   | 一本杉村                 | 一本杉村                 | 巣本村                     | 巣本村                         | 巣本村                   | 巣本村                       | 巣本村                       | 昭和29年11月3日 五泉市               | 五泉市                       | 五泉市                             | 五泉市                     | 平成18年1月1日 五泉市        | 五泉市 |
| 高山村            | 高山村            | 高山村                     | 高山村                   | 高山村                   | 巣本村                     | 巣本村                         | 巣本村                   | 巣本村                       | 巣本村                       | 昭和29年11月3日 五泉市               | 五泉市                       | 五泉市                             | 五泉市                     | 平成18年1月1日 五泉市        | 五泉市 |
| 石曽根村          | 石曽根村          | 石曽根村                   | 石曽根村                 | 石曽根村                 | 菅名村                     | 菅名村                         | 菅名村                   | 菅名村                       | 菅名村                       | 昭和30年3月31日 五泉市に編入         | 五泉市                       | 五泉市                             | 五泉市                     | 平成18年1月1日 五泉市        | 五泉市 |
| 千原村            | 千原村            | 千原村                     | 千原村                   | 千原村                   | 菅名村                     | 菅名村                         | 菅名村                   | 菅名村                       | 菅名村                       | 昭和30年3月31日 五泉市に編入         | 五泉市                       | 五泉市                             | 五泉市                     | 平成18年1月1日 五泉市        | 五泉市 |
| 木越村            | 一部              | 木越村                     | 木越村                   | 明治13年 木越村          | 菅名村                     | 菅名村                         | 菅名村                   | 菅名村                       | 菅名村                       | 昭和30年3月31日 五泉市に編入         | 五泉市                       | 五泉市                             | 五泉市                     | 平成18年1月1日 五泉市        | 五泉市 |
| 木越村            | 一部              | 木越村                     | 木越村                   | 明治13年 木越村          | 菅名村                     | 菅名村                         | 菅名村                   | 菅名村                       | 菅名村                       | 昭和30年3月31日 村松町               | 村松町                       | 村松町                             | 村松町                     | 平成18年1月1日 五泉市        | 五泉市 |
| 下木越村          | 下木越村          | 下木越村                   | 下木越村                 | 明治13年 木越村          | 菅名村                     | 菅名村                         | 菅名村                   | 菅名村                       | 菅名村                       | 昭和30年3月31日 村松町               | 村松町                       | 村松町                             | 村松町                     | 平成18年1月1日 五泉市        | 五泉市 |
| 町屋村            | 町屋村            | 明治10年 町屋村            | 町屋村                   | 町屋村                   | 菅名村                     | 菅名村                         | 菅名村                   | 菅名村                       | 菅名村                       | 昭和30年3月31日 村松町               | 村松町                       | 村松町                             | 村松町                     | 平成18年1月1日 五泉市        | 五泉市 |
| 米津新村新田      |                   | 明治10年 町屋村            | 町屋村                   | 町屋村                   | 菅名村                     | 菅名村                         | 菅名村                   | 菅名村                       | 菅名村                       | 昭和30年3月31日 村松町               | 村松町                       | 村松町                             | 村松町                     | 平成18年1月1日 五泉市        | 五泉市 |
| 今泉村            | 今泉村            | 今泉村                     | 今泉村                   | 今泉村                   | 菅名村                     | 菅名村                         | 菅名村                   | 菅名村                       | 菅名村                       | 昭和30年3月31日 村松町               | 村松町                       | 村松町                             | 村松町                     | 平成18年1月1日 五泉市        | 五泉市 |
| 村松町            | 村松町            | 村松町                     | 村松町                   | 村松町                   | 村松町                     | 村松町                         | 村松町                   | 村松町                       | 村松町                       | 昭和30年3月31日 村松町               | 村松町                       | 村松町                             | 村松町                     | 平成18年1月1日 五泉市        | 五泉市 |
| 上戸倉村          | 上戸倉村          | 上戸倉村                   | 上戸倉村                 | 上戸倉村                 | 十全村                     | 十全村                         | 十全村                   | 十全村                       | 十全村                       | 昭和30年3月31日 村松町               | 村松町                       | 村松町                             | 村松町                     | 平成18年1月1日 五泉市        | 五泉市 |
| 下戸倉村          | 下戸倉村          | 下戸倉村                   | 下戸倉村                 | 下戸倉村                 | 十全村                     | 十全村                         | 十全村                   | 十全村                       | 十全村                       | 昭和30年3月31日 村松町               | 村松町                       | 村松町                             | 村松町                     | 平成18年1月1日 五泉市        | 五泉市 |
| 安出村            | 安出村            | 安出村                     | 安出村                   | 安出村                   | 十全村                     | 十全村                         | 十全村                   | 十全村                       | 十全村                       | 昭和30年3月31日 村松町               | 村松町                       | 村松町                             | 村松町                     | 平成18年1月1日 五泉市        | 五泉市 |
| 大口村            | 大口村            | 大口村                     | 大口村                   | 大口村                   | 十全村                     | 十全村                         | 十全村                   | 十全村                       | 十全村                       | 昭和30年3月31日 村松町               | 村松町                       | 村松町                             | 村松町                     | 平成18年1月1日 五泉市        | 五泉市 |
| 別所村            | 別所村            | 別所村                     | 別所村                   | 別所村                   | 十全村                     | 十全村                         | 十全村                   | 十全村                       | 十全村                       | 昭和30年3月31日 村松町               | 村松町                       | 村松町                             | 村松町                     | 平成18年1月1日 五泉市        | 五泉市 |
| 蛭野村            | 蛭野村            | 蛭野村                     | 蛭野村                   | 蛭野村                   | 十全村                     | 十全村                         | 十全村                   | 十全村                       | 十全村                       | 昭和30年3月31日 村松町               | 村松町                       | 村松町                             | 村松町                     | 平成18年1月1日 五泉市        | 五泉市 |
| 中島村            | 中島村            | 中島村                     | 中島村                   | 中島村                   | 十全村                     | 十全村                         | 十全村                   | 十全村                       | 十全村                       | 昭和30年3月31日 村松町               | 村松町                       | 村松町                             | 村松町                     | 平成18年1月1日 五泉市        | 五泉市 |
| 新屋村            | 新屋村            | 新屋村                     | 新屋村                   | 新屋村                   | 十全村                     | 十全村                         | 十全村                   | 十全村                       | 十全村                       | 昭和30年3月31日 村松町               | 村松町                       | 村松町                             | 村松町                     | 平成18年1月1日 五泉市        | 五泉市 |
| 大原村            | 大原村            | 大原村                     | 大原村                   | 大原村                   | 十全村                     | 十全村                         | 十全村                   | 十全村                       | 十全村                       | 昭和30年3月31日 村松町               | 村松町                       | 村松町                             | 村松町                     | 平成18年1月1日 五泉市        | 五泉市 |
| 山屋村            | 山屋村            | 山屋村                     | 山屋村                   | 山屋村                   | 十全村                     | 十全村                         | 十全村                   | 十全村                       | 十全村                       | 昭和30年3月31日 村松町               | 村松町                       | 村松町                             | 村松町                     | 平成18年1月1日 五泉市        | 五泉市 |
| 苅羽村            | 苅羽村            | 苅羽村                     | 苅羽村                   | 苅羽村                   | 大蒲原村                   | 大蒲原村                       | 明治34年11月1日 大蒲原村 | 大蒲原村                     | 大蒲原村                     | 昭和30年3月31日 村松町               | 村松町                       | 村松町                             | 村松町                     | 平成18年1月1日 五泉市        | 五泉市 |
| 中野橋村          | 中野橋村          | 中野橋村                   | 中野橋村                 | 中野橋村                 | 大蒲原村                   | 大蒲原村                       | 明治34年11月1日 大蒲原村 | 大蒲原村                     | 大蒲原村                     | 昭和30年3月31日 村松町               | 村松町                       | 村松町                             | 村松町                     | 平成18年1月1日 五泉市        | 五泉市 |
| 青橋村            | 青橋村            | 青橋村                     | 青橋村                   | 青橋村                   | 大蒲原村                   | 大蒲原村                       | 明治34年11月1日 大蒲原村 | 大蒲原村                     | 大蒲原村                     | 昭和30年3月31日 村松町               | 村松町                       | 村松町                             | 村松町                     | 平成18年1月1日 五泉市        | 五泉市 |
| 上野村            | 上野村            | 上野村                     | 上野村                   | 上野村                   | 大蒲原村                   | 大蒲原村                       | 明治34年11月1日 大蒲原村 | 大蒲原村                     | 大蒲原村                     | 昭和30年3月31日 村松町               | 村松町                       | 村松町                             | 村松町                     | 平成18年1月1日 五泉市        | 五泉市 |
| 寺田村            | 寺田村            | 寺田村                     | 寺田村                   | 寺田村                   | 大蒲原村                   | 大蒲原村                       | 明治34年11月1日 大蒲原村 | 大蒲原村                     | 大蒲原村                     | 昭和30年3月31日 村松町               | 村松町                       | 村松町                             | 村松町                     | 平成18年1月1日 五泉市        | 五泉市 |
| 高松村            | 高松村            | 高松村                     | 高松村                   | 高松村                   | 大蒲原村                   | 大蒲原村                       | 明治34年11月1日 大蒲原村 | 大蒲原村                     | 大蒲原村                     | 昭和30年3月31日 村松町               | 村松町                       | 村松町                             | 村松町                     | 平成18年1月1日 五泉市        | 五泉市 |
| 上大蒲原村        | 上大蒲原村        | 上大蒲原村                 | 上大蒲原村               | 上大蒲原村               | 大蒲原村                   | 大蒲原村                       | 明治34年11月1日 大蒲原村 | 大蒲原村                     | 大蒲原村                     | 昭和30年3月31日 村松町               | 村松町                       | 村松町                             | 村松町                     | 平成18年1月1日 五泉市        | 五泉市 |
| 下大蒲原村        | 下大蒲原村        | 下大蒲原村                 | 下大蒲原村               | 下大蒲原村               | 大蒲原村                   | 大蒲原村                       | 明治34年11月1日 大蒲原村 | 大蒲原村                     | 大蒲原村                     | 昭和30年3月31日 村松町               | 村松町                       | 村松町                             | 村松町                     | 平成18年1月1日 五泉市        | 五泉市 |
| 牧村              | 牧村              | 明治初年 上牧村            | 明治12年 牧村            | 明治12年 牧村            | 大蒲原村                   | 大蒲原村                       | 明治34年11月1日 大蒲原村 | 大蒲原村                     | 大蒲原村                     | 昭和30年3月31日 村松町               | 村松町                       | 村松町                             | 村松町                     | 平成18年1月1日 五泉市        | 五泉市 |
| 牧村              | 牧村              | 明治初年 下牧村            | 明治12年 牧村            | 明治12年 牧村            | 大蒲原村                   | 大蒲原村                       | 明治34年11月1日 大蒲原村 | 大蒲原村                     | 大蒲原村                     | 昭和30年3月31日 村松町               | 村松町                       | 村松町                             | 村松町                     | 平成18年1月1日 五泉市        | 五泉市 |
| 田中村            | 田中村            | 田中村                     | 明治12年 改称 南田中村   | 明治12年 改称 南田中村   | 大蒲原村                   | 大蒲原村                       | 明治34年11月1日 大蒲原村 | 大蒲原村                     | 大蒲原村                     | 昭和30年3月31日 村松町               | 村松町                       | 村松町                             | 村松町                     | 平成18年1月1日 五泉市        | 五泉市 |
| 笹野町村          | 笹野町村          | 笹野町村                   | 笹野町村                 | 笹野町村                 | 五箇村                     | 五箇村                         | 明治34年11月1日 大蒲原村 | 大蒲原村                     | 大蒲原村                     | 昭和30年3月31日 村松町               | 村松町                       | 村松町                             | 村松町                     | 平成18年1月1日 五泉市        | 五泉市 |
| 中名沢村          | 中名沢村          | 中名沢村                   | 中名沢村                 | 中名沢村                 | 五箇村                     | 五箇村                         | 明治34年11月1日 大蒲原村 | 大蒲原村                     | 大蒲原村                     | 昭和30年3月31日 村松町               | 村松町                       | 村松町                             | 村松町                     | 平成18年1月1日 五泉市        | 五泉市 |
| 長橋村            | 長橋村            | 明治10年 長橋村            | 長橋村                   | 長橋村                   | 五箇村                     | 五箇村                         | 明治34年11月1日 大蒲原村 | 大蒲原村                     | 大蒲原村                     | 昭和30年3月31日 村松町               | 村松町                       | 村松町                             | 村松町                     | 平成18年1月1日 五泉市        | 五泉市 |
| 中村              |                   | 明治10年 長橋村            | 長橋村                   | 長橋村                   | 五箇村                     | 五箇村                         | 明治34年11月1日 大蒲原村 | 大蒲原村                     | 大蒲原村                     | 昭和30年3月31日 村松町               | 村松町                       | 村松町                             | 村松町                     | 平成18年1月1日 五泉市        | 五泉市 |
| 矢津村            | 矢津村            | 矢津村                     | 矢津村                   | 矢津村                   | 川内村                     | 川内村                         | 川内村                   | 川内村                       | 川内村                       | 昭和30年3月31日 村松町               | 村松町                       | 村松町                             | 村松町                     | 平成18年1月1日 五泉市        | 五泉市 |
| 下阿弥陀瀬村      | 下阿弥陀瀬村      | 下阿弥陀瀬村               | 下阿弥陀瀬村             | 下阿弥陀瀬村             | 川内村                     | 川内村                         | 川内村                   | 川内村                       | 川内村                       | 昭和30年3月31日 村松町               | 村松町                       | 村松町                             | 村松町                     | 平成18年1月1日 五泉市        | 五泉市 |
| 川内村            | 川内村            | 川内村                     | 川内村                   | 川内村                   | 川内村                     | 川内村                         | 川内村                   | 川内村                       | 川内村                       | 昭和30年3月31日 村松町               | 村松町                       | 村松町                             | 村松町                     | 平成18年1月1日 五泉市        | 五泉市 |
| 土淵村            | 土淵村            | 土淵村                     | 土淵村                   | 土淵村                   | 川内村                     | 川内村                         | 川内村                   | 川内村                       | 川内村                       | 昭和30年3月31日 村松町               | 村松町                       | 村松町                             | 村松町                     | 平成18年1月1日 五泉市        | 五泉市 |
| 水戸野村          | 水戸野村          | 水戸野村                   | 水戸野村                 | 水戸野村                 | 川内村                     | 川内村                         | 川内村                   | 川内村                       | 川内村                       | 昭和30年3月31日 村松町               | 村松町                       | 村松町                             | 村松町                     | 平成18年1月1日 五泉市        | 五泉市 |
| 仙見谷村          | 仙見谷村          | 仙見谷村                   | 仙見谷村                 | 仙見谷村                 | 川内村                     | 川内村                         | 川内村                   | 川内村                       | 川内村                       | 昭和30年3月31日 村松町               | 村松町                       | 村松町                             | 村松町                     | 平成18年1月1日 五泉市        | 五泉市 |
| 夏針村            | 夏針村            | 夏針村                     | 夏針村                   | 夏針村                   | 川内村                     | 川内村                         | 川内村                   | 川内村                       | 川内村                       | 昭和30年3月31日 村松町               | 村松町                       | 村松町                             | 村松町                     | 平成18年1月1日 五泉市        | 五泉市 |
| 熊沢村            | 熊沢村            | 熊沢村                     | 熊沢村                   | 熊沢村                   | 川内村                     | 川内村                         | 川内村                   | 川内村                       | 川内村                       | 昭和30年3月31日 村松町               | 村松町                       | 村松町                             | 村松町                     | 平成18年1月1日 五泉市        | 五泉市 |
| 阿弥陀瀬村        | 阿弥陀瀬村        | 阿弥陀瀬村                 | 阿弥陀瀬村               | 阿弥陀瀬村               | 川内村                     | 川内村                         | 川内村                   | 川内村                       | 川内村                       | 昭和30年3月31日 村松町               | 村松町                       | 村松町                             | 村松町                     | 平成18年1月1日 五泉市        | 五泉市 |
| 暮坪村            | 暮坪村            | 暮坪村                     | 暮坪村                   | 暮坪村                   | 川内村                     | 川内村                         | 川内村                   | 川内村                       | 川内村                       | 昭和30年3月31日 村松町               | 村松町                       | 村松町                             | 村松町                     | 平成18年1月1日 五泉市        | 五泉市 |
| 松野村            | 松野村            | 松野村                     | 松野村                   | 松野村                   | 川内村                     | 川内村                         | 川内村                   | 川内村                       | 川内村                       | 昭和30年3月31日 村松町               | 村松町                       | 村松町                             | 村松町                     | 平成18年1月1日 五泉市        | 五泉市 |
| 横渡村            | 横渡村            | 横渡村                     | 横渡村                   | 横渡村                   | 川内村                     | 川内村                         | 川内村                   | 川内村                       | 川内村                       | 昭和30年3月31日 村松町               | 村松町                       | 村松町                             | 村松町                     | 平成18年1月1日 五泉市        | 五泉市 |
| 笹目村            | 笹目村            | 笹目村                     | 笹目村                   | 笹目村                   | 川内村                     | 川内村                         | 川内村                   | 川内村                       | 川内村                       | 昭和30年3月31日 村松町               | 村松町                       | 村松町                             | 村松町                     | 平成18年1月1日 五泉市        | 五泉市 |
| 小面谷村          | 小面谷村          | 小面谷村                   | 小面谷村                 | 小面谷村                 | 川内村                     | 川内村                         | 川内村                   | 川内村                       | 川内村                       | 昭和30年3月31日 村松町               | 村松町                       | 村松町                             | 村松町                     | 平成18年1月1日 五泉市        | 五泉市 |
| 下杉川村          | 下杉川村          | 下杉川村                   | 下杉川村                 | 下杉川村                 | 川内村                     | 川内村                         | 川内村                   | 川内村                       | 川内村                       | 昭和30年3月31日 村松町               | 村松町                       | 村松町                             | 村松町                     | 平成18年1月1日 五泉市        | 五泉市 |
| 上杉川村          | 上杉川村          | 上杉川村                   | 上杉川村                 | 上杉川村                 | 川内村                     | 川内村                         | 川内村                   | 川内村                       | 川内村                       | 昭和30年3月31日 村松町               | 村松町                       | 村松町                             | 村松町                     | 平成18年1月1日 五泉市        | 五泉市 |

## 行政
- 歴代郡長

| 代 | 氏名 | 就任年月日               | 退任年月日                | 備考                   |
| -- | ---- | ------------------------ | ------------------------- | ---------------------- |
| 1  |      | 明治12年（1879年）4月9日 |                           |                        |
|    |      |                          | 大正15年（1926年）6月30日 | 郡役所廃止により、廃官 |